# Filmjahr 2021
Liste der Filmjahre

◄◄ | ◄ | 2017 | 2018 | 2019 | 2020 | Filmjahr 2021 | 2022 | 2023 | 2024 | 2025 | ►

Weitere Ereignisse

## Top 10 der erfolgreichsten Filme

### In Deutschland
Die zehn erfolgreichsten Filme an den deutschen Kinokassen nach Besucherzahlen (Stand: 10. Januar 2023).
| Platz | Filmtitel                             | Besucher  | Einnahmen    |
| ----- | ------------------------------------- | --------- | ------------ |
| 1.    | James Bond 007: Keine Zeit zu sterben | 6.036.966 | 65.450.808 € |
| 2.    | Spider-Man: No Way Home               | 4.641.083 | 46.465.134 € |
| 3.    | Fast & Furious 9                      | 1.968.341 | 18.757.793 € |
| 4.    | Dune                                  | 1.873.276 | 19.542.865 € |
| 5.    | Die Schule der magischen Tiere        | 1.766.269 | 12.062.657 € |
| 6.    | Paw Patrol – Der Kinofilm             | 1.547.369 | 10.807.143 € |
| 7.    | House of Gucci                        | 1.181.107 | 11.785.369 € |
| 8.    | Venom: Let There Be Carnage           | 1.168.552 | 11.255.635 € |
| 9.    | Kaiserschmarrndrama                   | 1.155.848 | 9.763.686 €  |
| 10.   | Die Croods – Alles auf Anfang         | 833.860   | 6.158.001 €  |

### In Österreich
Die erfolgreichsten Filme an den österreichischen Kinokassen nach Besucherzahlen (Stand: März 2023):*
| Platz | Filmtitel                             | Besucher |
| ----- | ------------------------------------- | -------- |
| 1.    | James Bond 007: Keine Zeit zu sterben | 583.613  |
| 2.    | Spider-Man: No Way Home               | 347.946  |
| 3.    | Die Schule der magischen Tiere        | 130.986  |

*Es sind nur Filme aufgeführt, die das Austrian Ticket für mehr als 75.000 Zuschauer erhielten.

### In den Vereinigten Staaten
Die zehn erfolgreichsten Filme an den US-amerikanischen Kinokassen nach Einspielergebnis in US-Dollar (Stand: 10. Januar 2023).
| Platz | Filmtitel                                 | Einnahmen   | Verleih                             |
| ----- | ----------------------------------------- | ----------- | ----------------------------------- |
| 1.    | Spider-Man: No Way Home                   | 804.793.477 | Sony Pictures Entertainment         |
| 2.    | Shang-Chi and the Legend of the Ten Rings | 224.543.292 | Walt Disney Studios Motion Pictures |
| 3.    | Venom: Let There Be Carnage               | 213.550.366 | Sony Pictures Entertainment         |
| 4.    | Black Widow                               | 183.651.655 | Walt Disney Studios Motion Pictures |
| 5.    | Fast & Furious 9                          | 173.005.945 | Universal Pictures                  |
| 6.    | Eternals                                  | 164.870.234 | Walt Disney Studios Motion Pictures |
| 7.    | Sing – Die Show deine Lebens              | 162.790.990 | Universal Pictures                  |
| 8.    | James Bond 007: Keine Zeit zu sterben     | 160.891.007 | Metro-Goldwyn-Mayer                 |
| 9.    | A Quiet Place 2                           | 160.072.261 | Paramount Pictures                  |
| 10.   | Ghostbusters: Legacy                      | 129.360.575 | Sony Pictures Entertainment         |

### Weltweit
Die zehn weltweit erfolgreichsten Filme nach Einspielergebnis in US-Dollar sind (Stand: 10. Januar 2023).
| Platz | Filmtitel                                 | Einnahmen     | Produktionsland                           |
| ----- | ----------------------------------------- | ------------- | ----------------------------------------- |
| 1.    | Spider-Man: No Way Home                   | 1.906.693.477 | Vereinigte Staaten                        |
| 2.    | The Battle at Lake Changjin               | 902.548.476   | Volksrepublik China                       |
| 3.    | Hi, Mom                                   | 822.009.764   | Volksrepublik China                       |
| 4.    | James Bond 007: Keine Zeit zu sterben     | 774.153.007   | Vereinigtes Königreich Vereinigte Staaten |
| 5.    | Fast & Furious 9                          | 726.229.501   | Vereinigte Staaten                        |
| 6.    | Detective Chinatown 3                     | 686.257.563   | Volksrepublik China                       |
| 7.    | Venom: Let There Be Carnage               | 502.050.366   | Vereinigte Staaten                        |
| 8.    | Godzilla vs. Kong                         | 468.216.094   | Vereinigte Staaten                        |
| 9.    | Shang-Chi and the Legend of the Ten Rings | 432.243.292   | Vereinigte Staaten                        |
| 10.   | Eternals                                  | 402.064.899   | Vereinigte Staaten                        |

## Filmpreise

### Golden Globe Award
Die Verleihung der 78. Golden Globe Awards fand am 28. Februar 2021 statt.
- Bester Film (Drama): Nomadland – Regie: Chloé Zhao
- Bester Film (Komödie/Musical): Borat Anschluss Moviefilm – Regie: Jason Woliner
- Beste Regie: Chloé Zhao – Nomadland
- Bester Hauptdarsteller (Drama): Chadwick Boseman – Ma Rainey’s Black Bottom
- Beste Hauptdarstellerin (Drama): Andra Day – The United States vs. Billie Holiday
- Bester Hauptdarsteller (Komödie/Musical): Sacha Baron Cohen – Borat Anschluss Moviefilm
- Beste Hauptdarstellerin (Komödie/Musical): Rosamund Pike – I Care a Lot
- Bester Nebendarsteller: Daniel Kaluuya – Judas and the Black Messiah
- Beste Nebendarstellerin: Jodie Foster – The Mauritanian
- Bester fremdsprachiger Film: Minari – Wo wir Wurzeln schlagen (USA)

### Critics’ Choice Awards
Die Verleihung Critics’ Choice Movie Awards fand am 7. März statt.
- Bester Film: Nomadland – Regie: Chloe Zhao
- Beste Regie: Chloe Zhao – Nomadland
- Bester Hauptdarsteller: Chadwick Boseman – Ma Rainey’s Black Bottom
- Beste Hauptdarstellerin: Carey Mulligan – Promising Young Woman
- Bester Nebendarsteller: Daniel Kaluuya – Judas and the Black Messiah
- Beste Nebendarstellerin: Marija Bakalowa – Borat Anschluss Moviefilm
- Bester fremdsprachiger Film: Minari – Wo wir Wurzeln schlagen

### Sundance Film Festival
Das 36. Sundance Film Festival fand von Januar bis Februar 2021 statt.
- Großer Preis der Jury: Spielfilm – Coda
- Großer Preis der Jury: Dokumentarfilm – Summer of Soul (…Or, When the Revolution Could Not Be Televised)
- Großer Preis der Jury „World Cinema“: Spielfilm – Hive
- Großer Preis der Jury „World Cinema“: Dokumentarfilm – Flee
- Waldo Salt Screenwriting Award: U.S. Dramatic – On the Count of Three
- Alfred P. Sloan Award – Son of Monarchs

Vollständige Liste der Preisträger

### Österreichischer Filmpreis

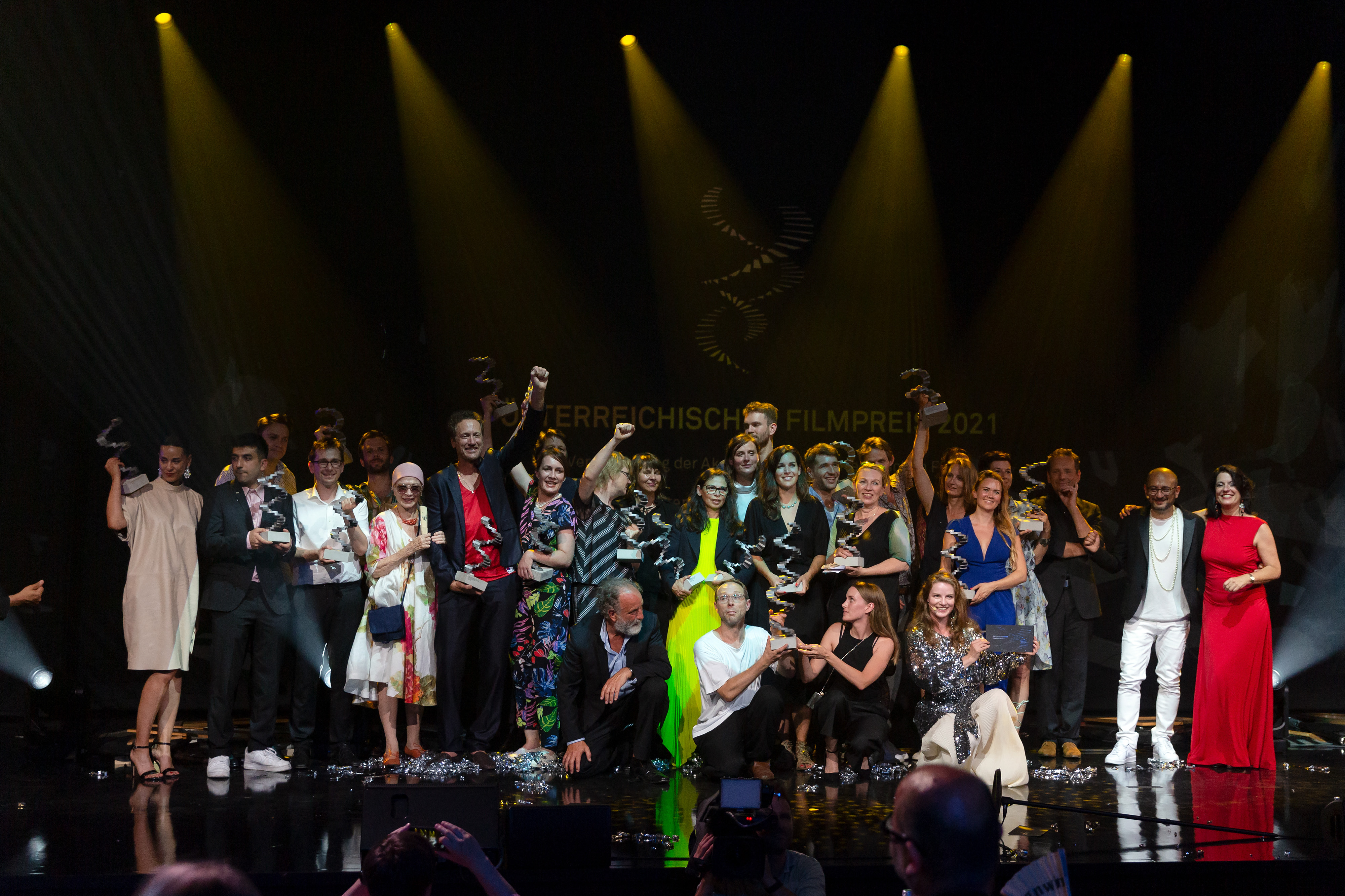
Preisträger des Österr. Filmpreises 2021

Die Verleihung des 11. Österreichischen Filmpreises fand am 8. Juli 2021 statt.
- Bester Spielfilm: The Trouble with Being Born
- Beste Regie: Sandra Wollner (The Trouble with Being Born)
- Bester Darsteller: Thomas Prenn (Hochwald)
- Beste Darstellerin: Christine Ostermayer (Ein bisschen bleiben wir noch)
- Bester Dokumentarfilm: Die Dohnal – Frauenministerin, Feministin, Visionärin – Produktion Claudia Wohlgenannt, Sabine Derflinger, Regie: Sabine Derflinger
- Bester Kurzfilm: Die Waschmaschine – Regie Dominik Hartl
- Bestes Drehbuch: Patrick Vollrath und Senad Halilbašić für 7500

Vollständige Liste der Preisträger

### British Academy Film Award
Die Verleihung der 74. British Academy Film Awards fand am 10. und 11. April 2021 statt.
- Bester Film: Nomadland – Regie: Chloé Zhao
- Bester britischer Film: Promising Young Woman – Regie: Emerald Fennell
- Beste Regie: Chloé Zhao (Nomadland)
- Bester Hauptdarsteller: Anthony Hopkins (The Father)
- Beste Hauptdarstellerin: Frances McDormand (Nomadland)

Vollständige Liste der Preisträger

### Goldene Himbeere
Die Preisträger der Goldenen Himbeere 2021 wurden am 24. April 2021 bekanntgegeben.
- Schlechtester Film: Absolute Proof
- Schlechteste Regie: Sia für Music
- Schlechtester Darsteller: Mike Lindell in Absolute Proof
- Schlechteste Darstellerin: Kate Hudson in Music
- Schlechtester Nebendarsteller: Rudy Giuliani in Borat Anschluss Moviefilm
- Schlechteste Nebendarstellerin: Maddie Ziegler in Music

Vollständige Liste der Preisträger

### Oscar
Die 93. Verleihung der Oscars fand am 25. April 2021 statt.
- Bester Film: Nomadland – Regie: Chloé Zhao
- Beste Regie: Chloé Zhao (Nomadland)
- Bester Hauptdarsteller: Anthony Hopkins (The Father)
- Beste Hauptdarstellerin: Frances McDormand (Nomadland)
- Bester Nebendarsteller: Daniel Kaluuya (Judas and the Black Messiah)
- Beste Nebendarstellerin: Yoon Yeo-jeong (Minari – Wo wir Wurzeln schlagen)
- Bester internationaler Film: Der Rausch (Dänemark)

Vollständige Liste der Preisträger

### Berlinale
Die 71. Internationalen Filmfestspiele Berlin fanden zweigeteilt als Filmmarkt für die Filmbranche Anfang März und als Publikumsfestival im Juni 2021 statt.
- Goldener Bär: Bad Luck Banging or Loony Porn – Regie: Radu Jude
- Silberner Bär – Großer Preis der Jury: Das Glücksrad – Regie: Ryūsuke Hamaguchi
- Silberner Bär – Preis der Jury: Maria Speth (Herr Bachmann und seine Klasse)
- Silberner Bär – Beste Regie: Dénes Nagy (Das Licht in den Birkenwäldern)
- Silberner Bär – Beste Hauptrolle: Maren Eggert (Ich bin dein Mensch)
- Silberner Bär – Beste Nebenrolle: Lilla Kizlinger (Rengeteg – mindenhol látlak)
- Silberner Bär – Bestes Drehbuch: Hong Sang-soo (Introduction)

Vollständige Liste der Preisträger

### César
Die 46. Verleihung des César fand am 12. März 2021 statt.
- Bester Film: Was dein Herz dir sagt – Adieu ihr Idioten! (Regie: Albert Dupontel)
- Beste Regie: Albert Dupontel für Was dein Herz dir sagt – Adieu ihr Idioten!
- Bester Hauptdarsteller: Sami Bouajila für Ein Sohn
- Beste Hauptdarstellerin: Laure Calamy für Mein Liebhaber, der Esel & Ich
- Bestes Originaldrehbuch: Albert Dupontel für Was dein Herz dir sagt – Adieu ihr Idioten!
- Bester fremdsprachiger Film: Der Rausch (Regie: Thomas Vinterberg)

Vollständige Liste der Preisträger

### Bayerischer Filmpreis
Die 42. Verleihung des Bayerischen Filmpreises fand am 28. April 2021 statt.

### Deutscher Filmpreis
Die 71. Verleihung des Deutschen Filmpreises Lola fand am 1. Oktober 2021 statt.
- Bester Spielfilm:

Filmpreis in Gold: Ich bin dein Mensch – Regie: Maria Schrader
Filmpreis in Silber: Fabian oder Der Gang vor die Hunde – Regie: Dominik Graf
Filmpreis in Bronze: Curveball – Wir machen die Wahrheit – Regie: Johannes Naber
- Beste Regie: Maria Schrader (Ich bin dein Mensch)
- Bestes Drehbuch: Maria Schrader, Jan Schomburg (Ich bin dein Mensch)
- Bester Hauptdarsteller: Oliver Masucci (Enfant Terrible)
- Beste Hauptdarstellerin: Maren Eggert (Ich bin dein Mensch)

Vollständige Liste der Preisträger

### Cannes
Die 74. Internationalen Filmfestspiele von Cannes fanden aufgrund der COVID-19-Pandemie vom 6. bis 17. Juli 2021 statt.
- Goldene Palme für den besten Film: Titane – Regie: Julia Ducournau
- Großer Preis der Jury ex aequo: Asghar Farhadi (A Hero – Die verlorene Ehre des Herrn Soltani) und Juho Kuosmanen (Abteil Nr. 6)
- Beste Regie: Leos Carax (Annette)
- Bester Darsteller: Caleb Landry Jones (Nitram)
- Beste Darstellerin: Renate Reinsve (Der schlimmste Mensch der Welt)
- Bestes Drehbuch: Ryūsuke Hamaguchi (Drive My Car)

### Europäischer Filmpreis
Der 34. Europäische Filmpreis wurde am 11. Dezember 2021 vergeben.
- Bester europäischer Film: Quo Vadis, Aida? – Regie: Jasmila Žbanić
- Beste europäische Komödie: Ninjababy – Regie: Yngvild Sve Flikke
- Beste Regie: Jasmila Žbanić (Quo Vadis, Aida?)
- Bester Darsteller: Anthony Hopkins – (The Father)
- Beste Darstellerin: Jasna Đuričić – (Quo Vadis, Aida?)

Vollständige Liste der Preisträger

### Weitere Filmpreise und Auszeichnungen
- Camerimage: Goldener Frosch: Come on, Come on, Silberner Frosch: Macbeth, Bronzener Frosch: Dune[5]
- Polnischer Filmpreis: Kill It and Leave This Town (Zabij to i wyjedź z tego miasta) – Regie: Mariusz Wilczyński (Bester Film)

### Termine/Preisverleihungen/Filmfestivals
- Filmfestival Max Ophüls Preis: 17. bis 24. Januar (online)
- Solothurner Filmtage: 20. bis 27. Januar (online)
- Prix Lumières 2021: 19. Januar
- Guldbagge: 25. Januar
- Satellite Awards: 15. Februar
- AACTA International Awards: 5. März
- Goya: 6. März
- Critics’ Choice Television Awards: 7. März
- Schweizer Filmpreis: 26. März
- Screen Actors Guild Awards: 4. April
- Independent Spirit Awards: 22. April
- Grimme-Preis: 11. Mai (Bekanntgabe) / 27. August (Verleihung)
- Romyverleihung: 15. Mai
- MTV Movie & TV Awards: 16. und 17. Mai
- Deutsches Fernsehkrimi-Festival: 30. Mai bis 4. Juni (online)
- Crossing Europe: 1. bis 6. Juni
- British Academy Television Award: 6. Juni
- Diagonale: 8. bis 13. Juni
- Tribeca Film Festival:  9. bis 20. Juni[6]
- Festival d’Animation Annecy: 14. bis 19. Juni
- Filmfest München: 1. bis 10. Juli
- Neuchâtel International Fantastic Film Festival: 2. bis 10. Juli (hybrid)
- Film Festival auf dem Wiener Rathausplatz: 3. Juli bis 4. September
- Internationale Filmfestspiele von Cannes: 6. bis 17. Juli
- Indisches Filmfestival Stuttgart: 21. bis 25. Juli (hybrid)
- Locarno Film Festival: 4. bis 14. August
- Alpinale: 10. bis 14. August
- Sarajevo Film Festival: 13. bis 20. August
- Fünf Seen Filmfestival: 18. bis 31. August
- Filmfestival Kitzbühel: 23. bis 29. August
- Internationale Filmfestspiele von Venedig: 1. bis 11. September
- Festival des deutschen Films: 1. bis 19. September
- Deutscher Schauspielpreis: 3. September
- Toronto International Film Festival: 9. bis 18. September
- Deutscher Fernsehpreis: 16. September
- Primetime-Emmy-Verleihung: 19. September
- Polnisches Filmfestival Gdynia: 20. bis 25. September
- Slash Filmfestival: 23. September bis 3. Oktober
- Zurich Film Festival: 23. September bis 3. Oktober
- Deutscher Filmpreis: 1. Oktober
- Viennale: 21. bis 31. Oktober
- Saturn-Award-Verleihung: 26. Oktober
- Internationale Hofer Filmtage: 26. bis 31. Oktober
- Biberacher Filmfestspiele: 2. bis 7. November
- Deutsche Akademie für Fernsehen: 13. November
- Fernsehfilmfestival Baden-Baden: 22. bis 26. November
- This Human World: 2. bis 12. Dezember
- British Independent Film Awards: 5. Dezember
- BET Awards:
- British Academy Television Awards:
- Japan-Filmfest Hamburg:
- Taiwan Film Festival Berlin:
- Fantasy Filmfest:
- Filmkunstmesse Leipzig:
- Chinesisches Filmfest München:
- Unabhängiges FilmFest Osnabrück:
- Busan International Film Festival:
- Tokyo International Film Festival:
- Duisburger Filmwoche:
- Nordische Filmtage Lübeck:
- Internationales Filmfestival Mannheim-Heidelberg:
- Rose d’Or:
- Boston Society of Film Critics:
- New York Film Critics Circle Awards:
- Los Angeles Film Critics Association Awards:
- Goldene Kamera:

## 2021 verstorben

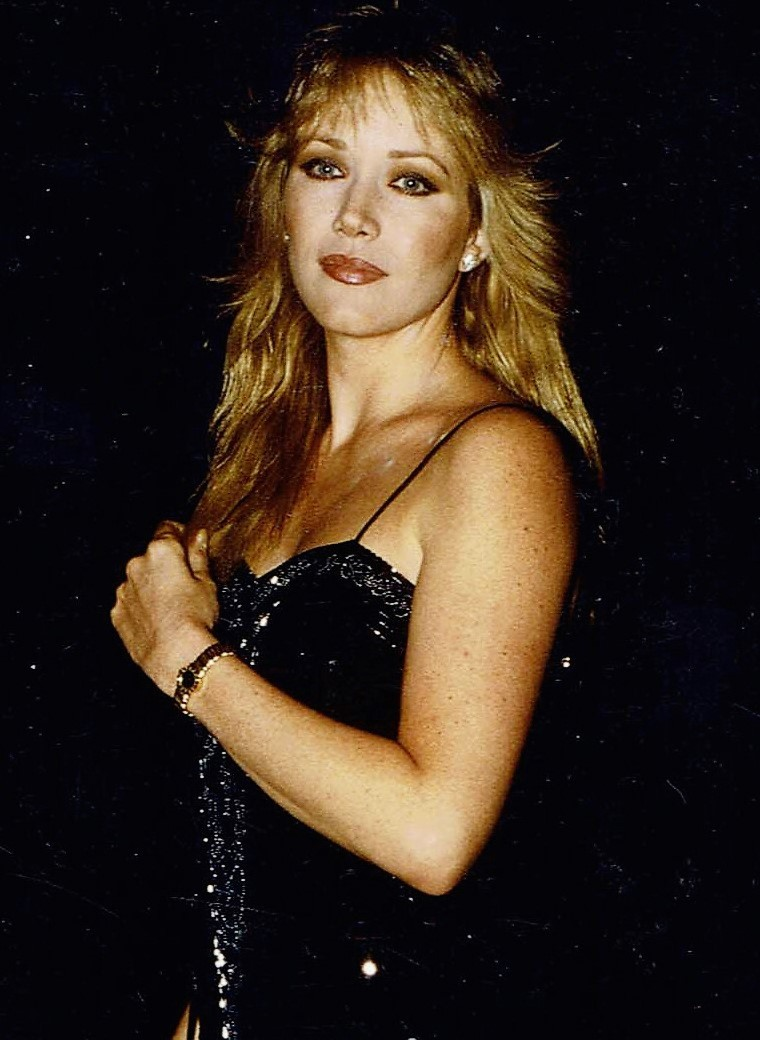
Tanya Roberts (1955–2021)

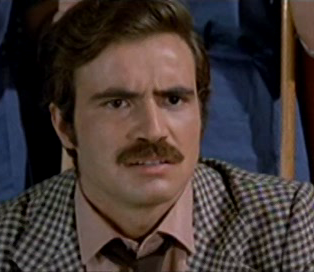
Antonio Sabato (1943–2021)

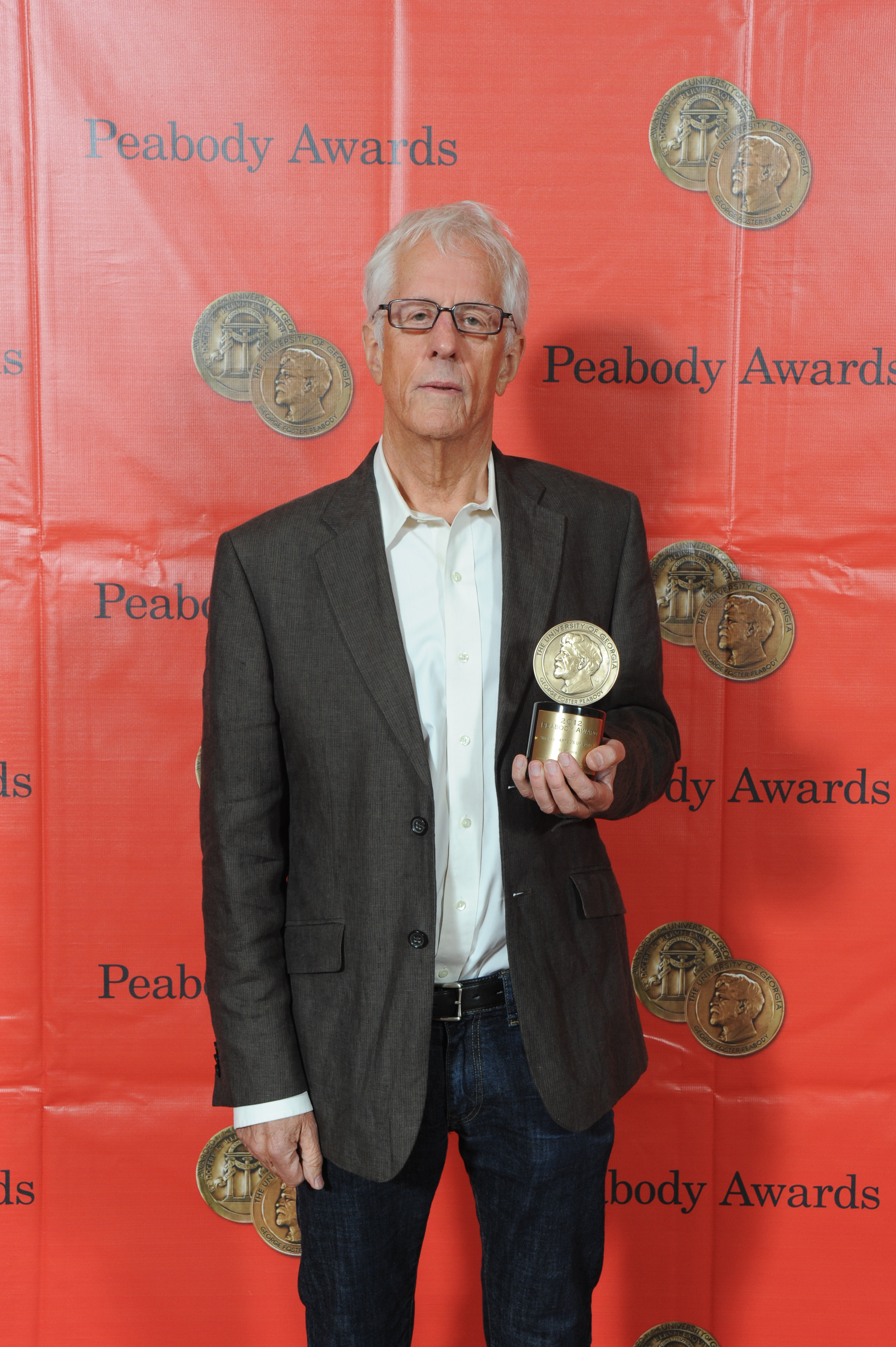
Michael Apted (1941–2021)

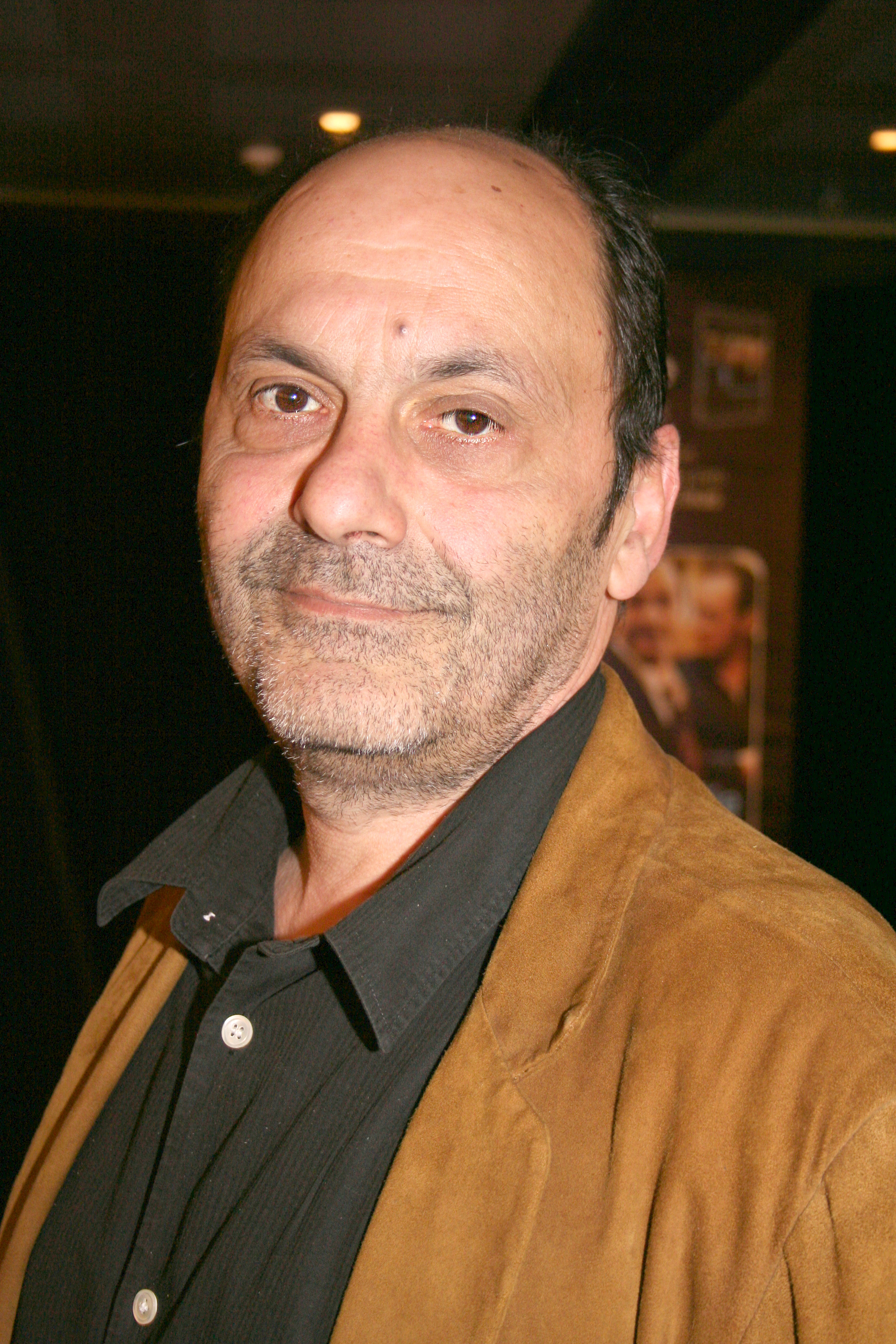
Jean-Pierre Bacri (1951–2021)

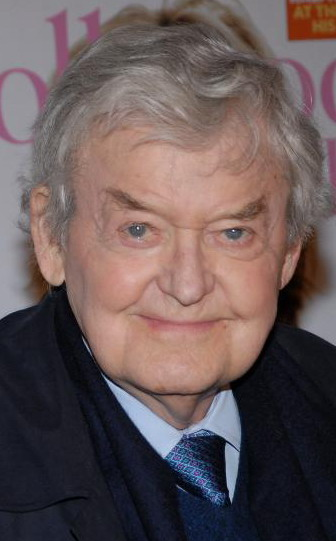
Hal Holbrook (1925–2021)

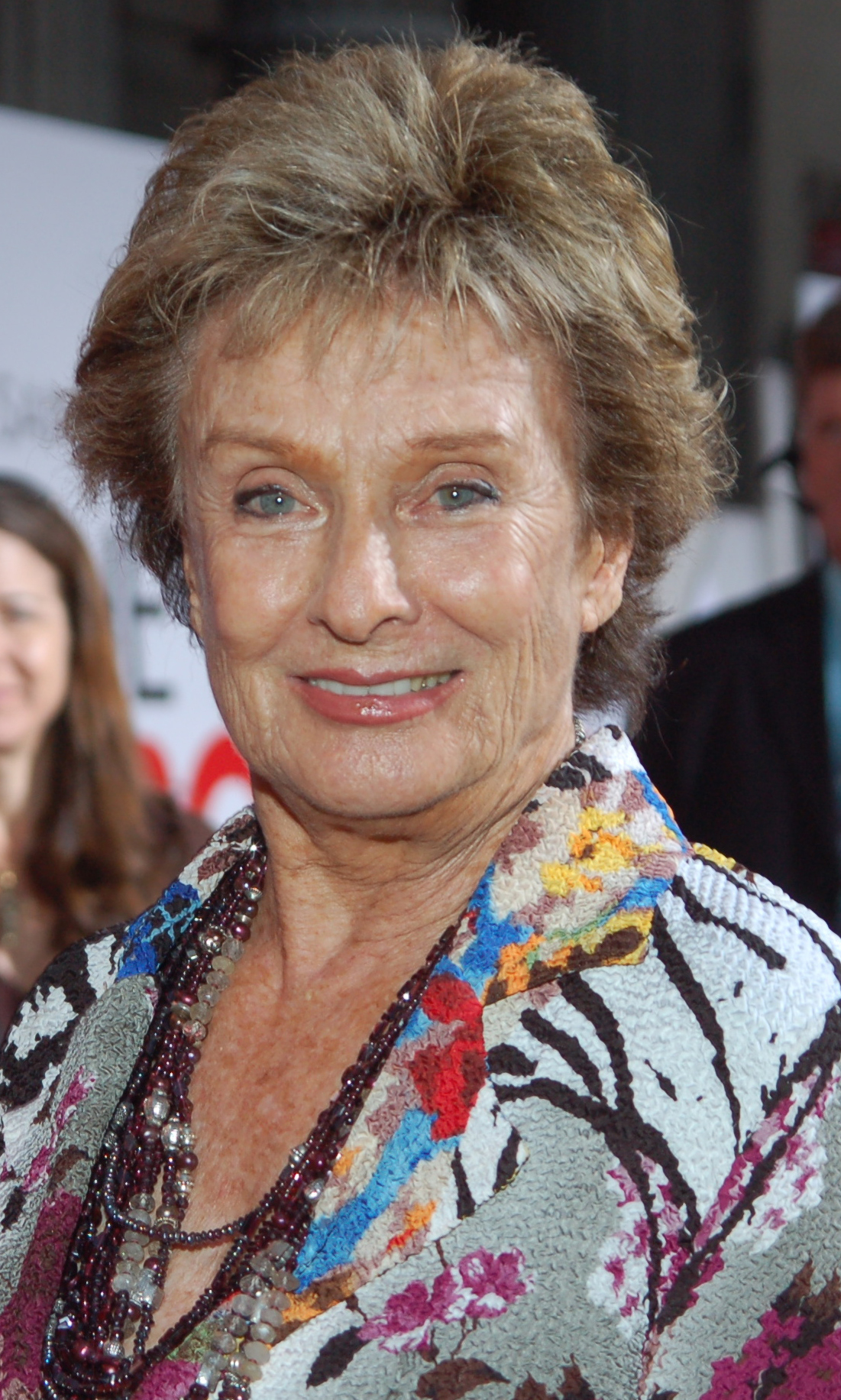
Cloris Leachman (1926–2021)

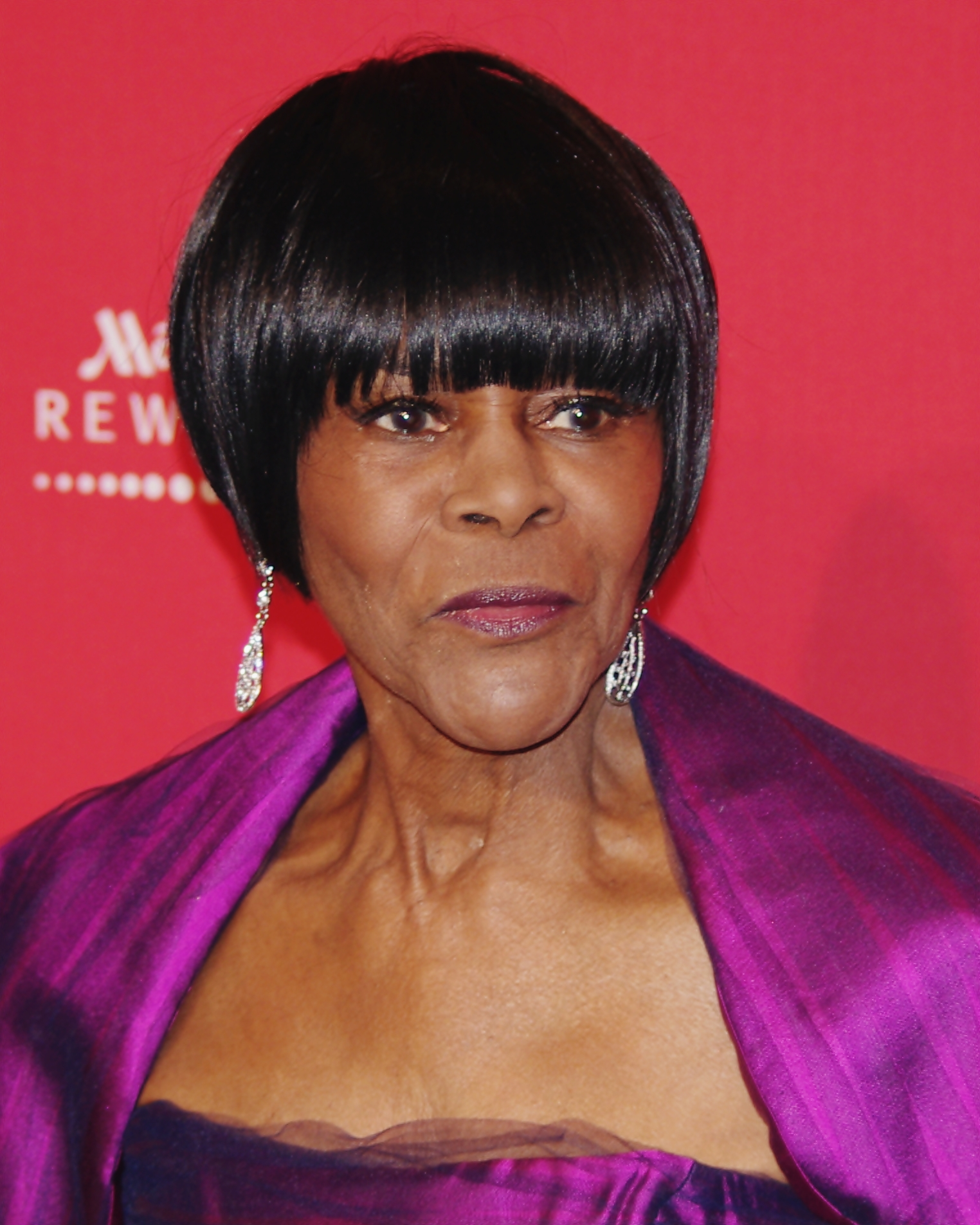
Cicely Tyson (1924–2021)

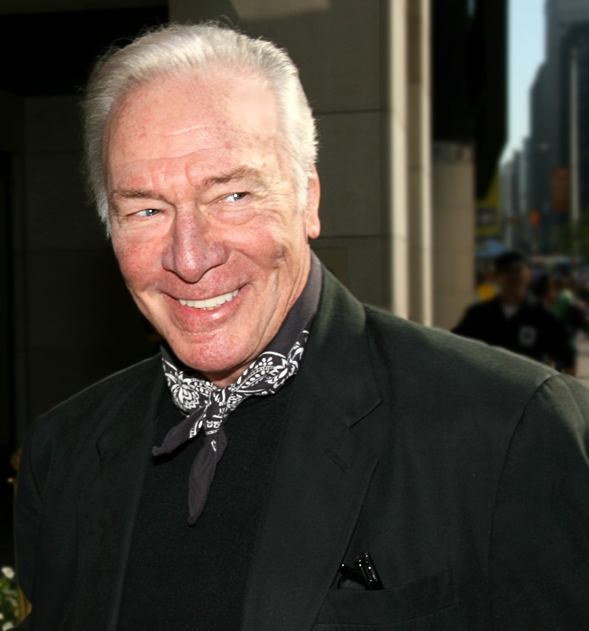
Christopher Plummer (1929–2021)

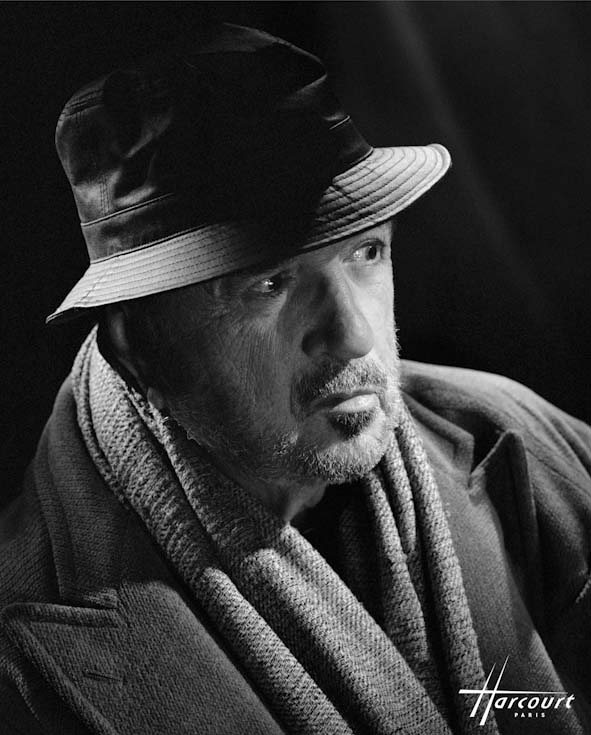
Jean-Claude Carrière (1931–2021)

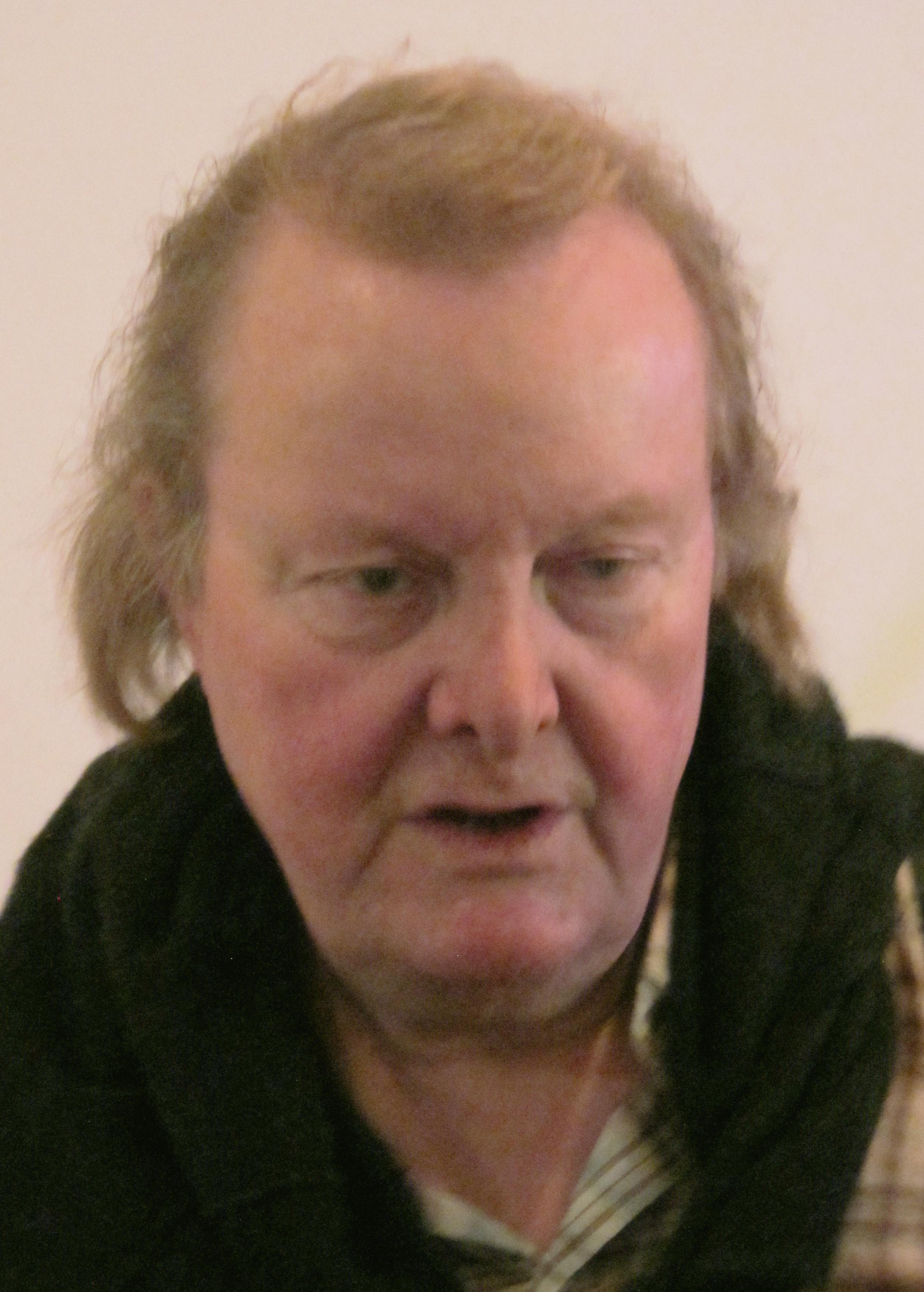
Tony Hendra (1941–2021)

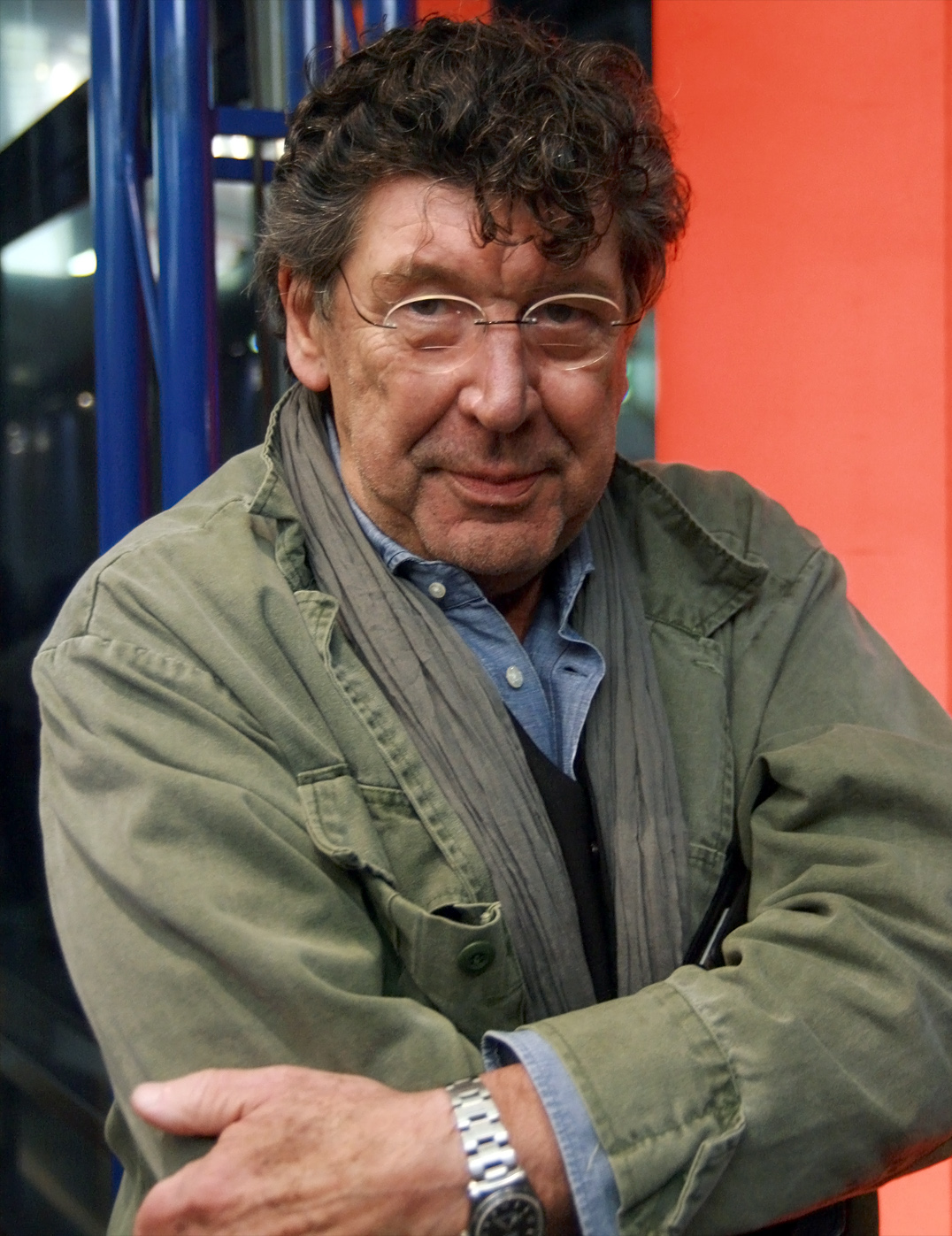
Peter Patzak (1945–2021)

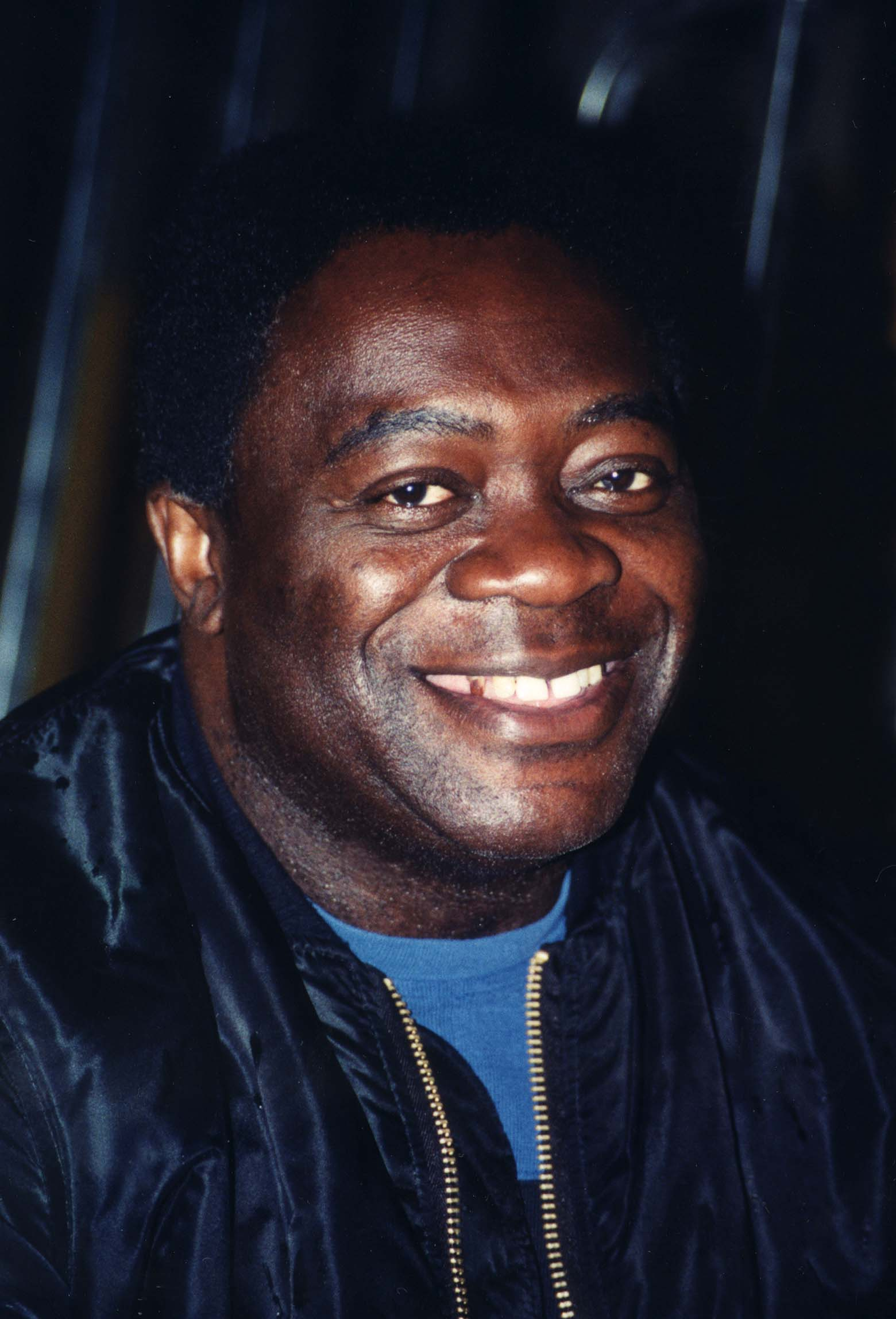
Yaphet Kotto (1939–2021)

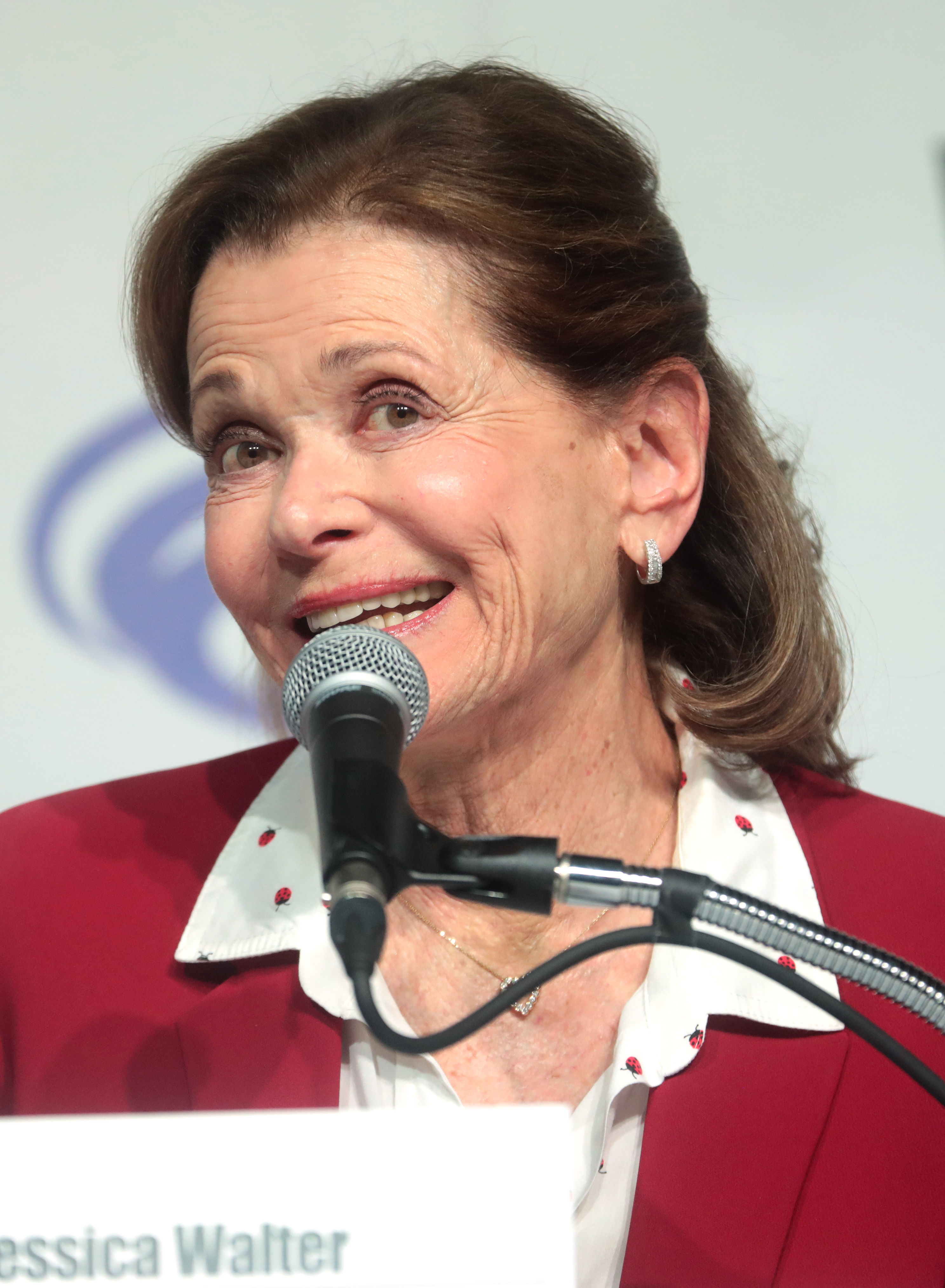
Jessica Walter (1941–2021)

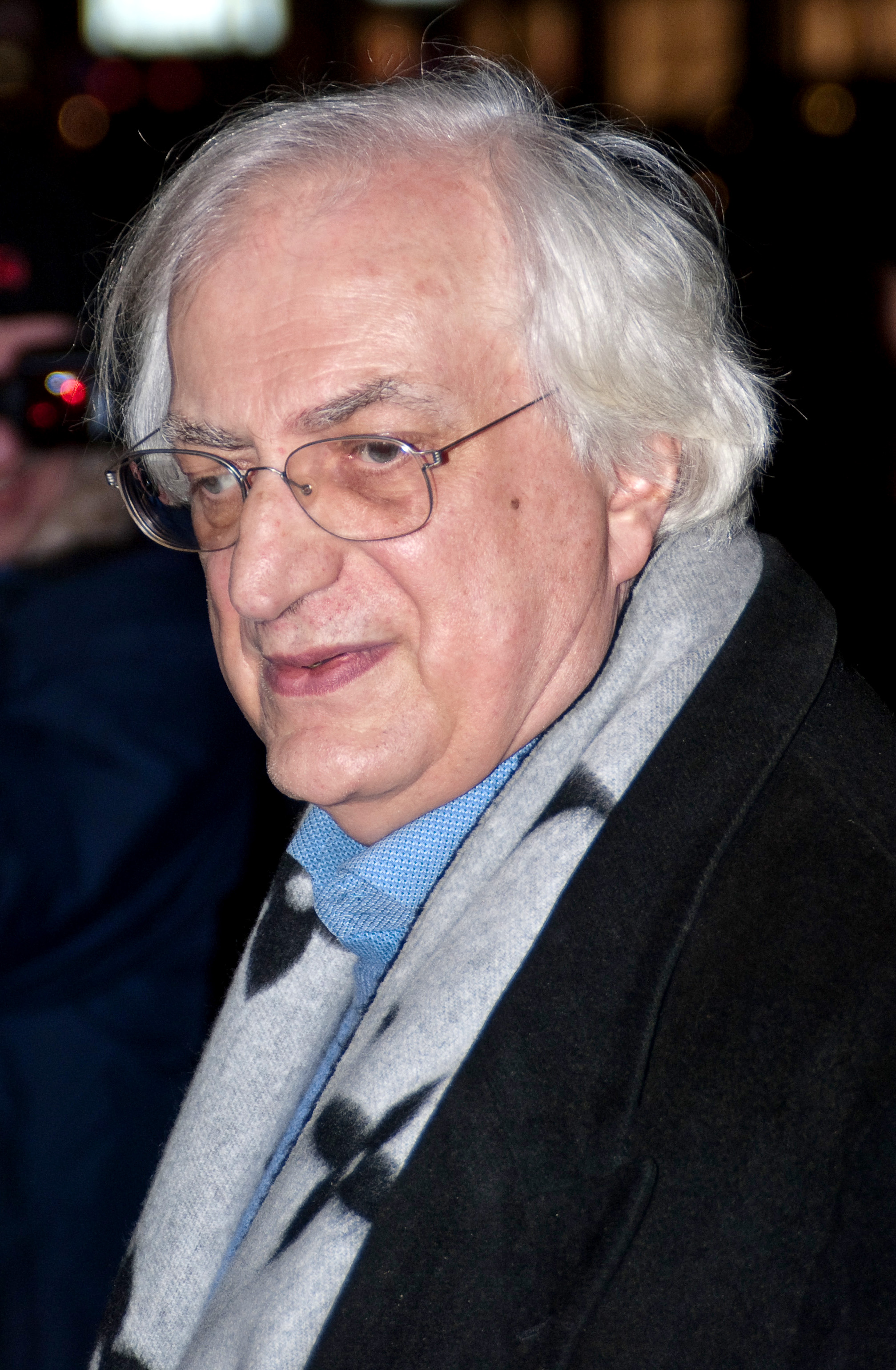
Bertrand Tavernier (1941–2021)

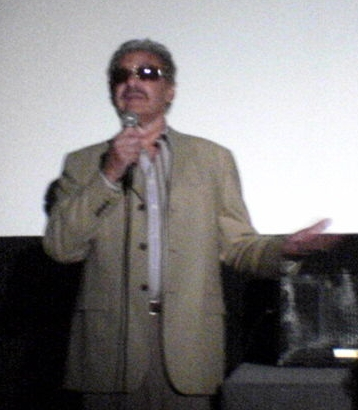
Richard Rush (1929–2021)

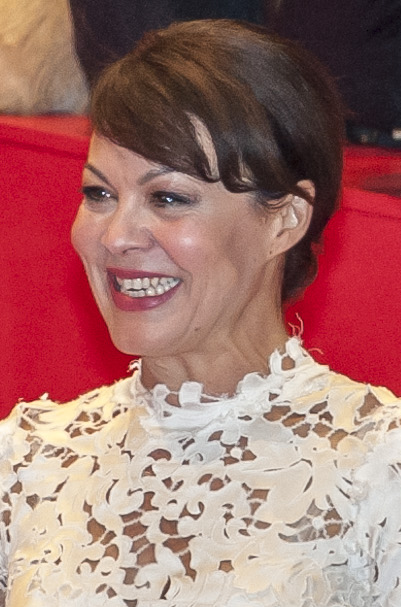
Helen McCrory (1968–2021)

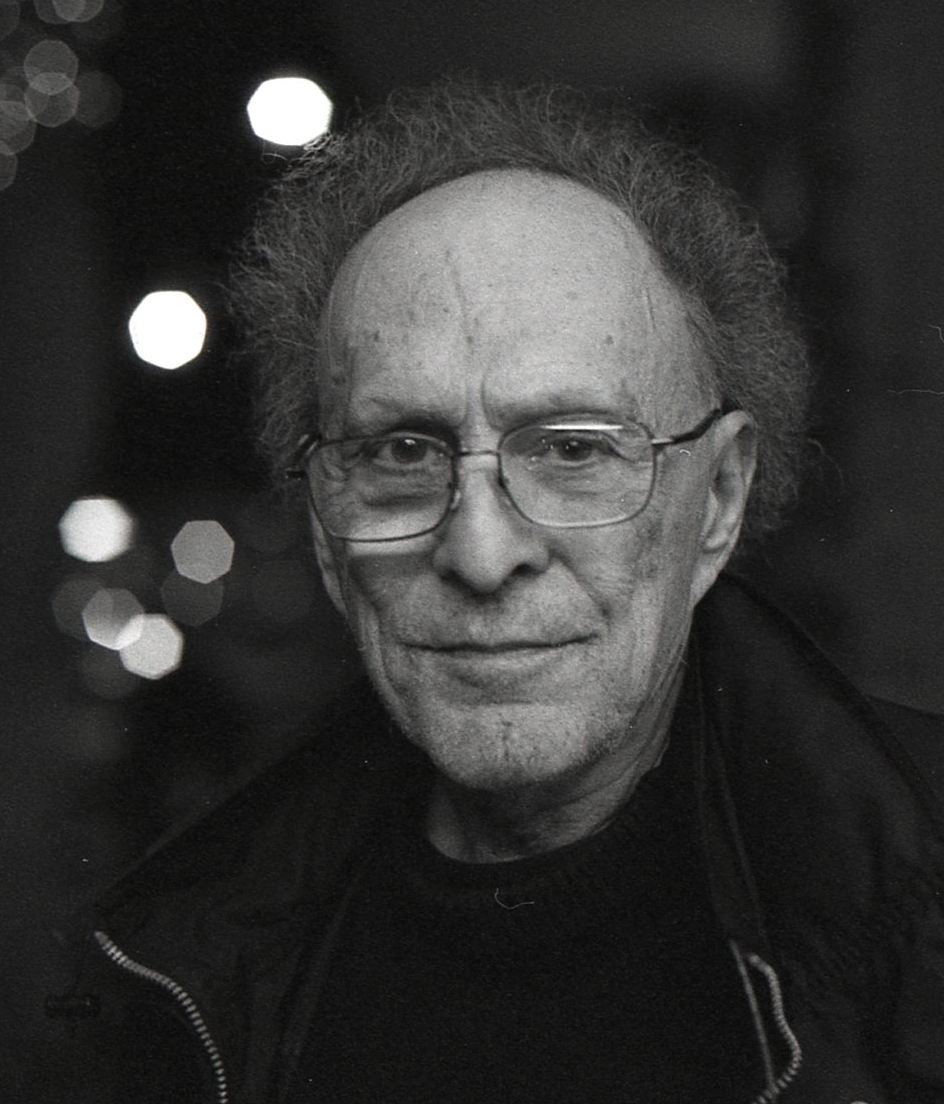
Monte Hellman (1932–2021)

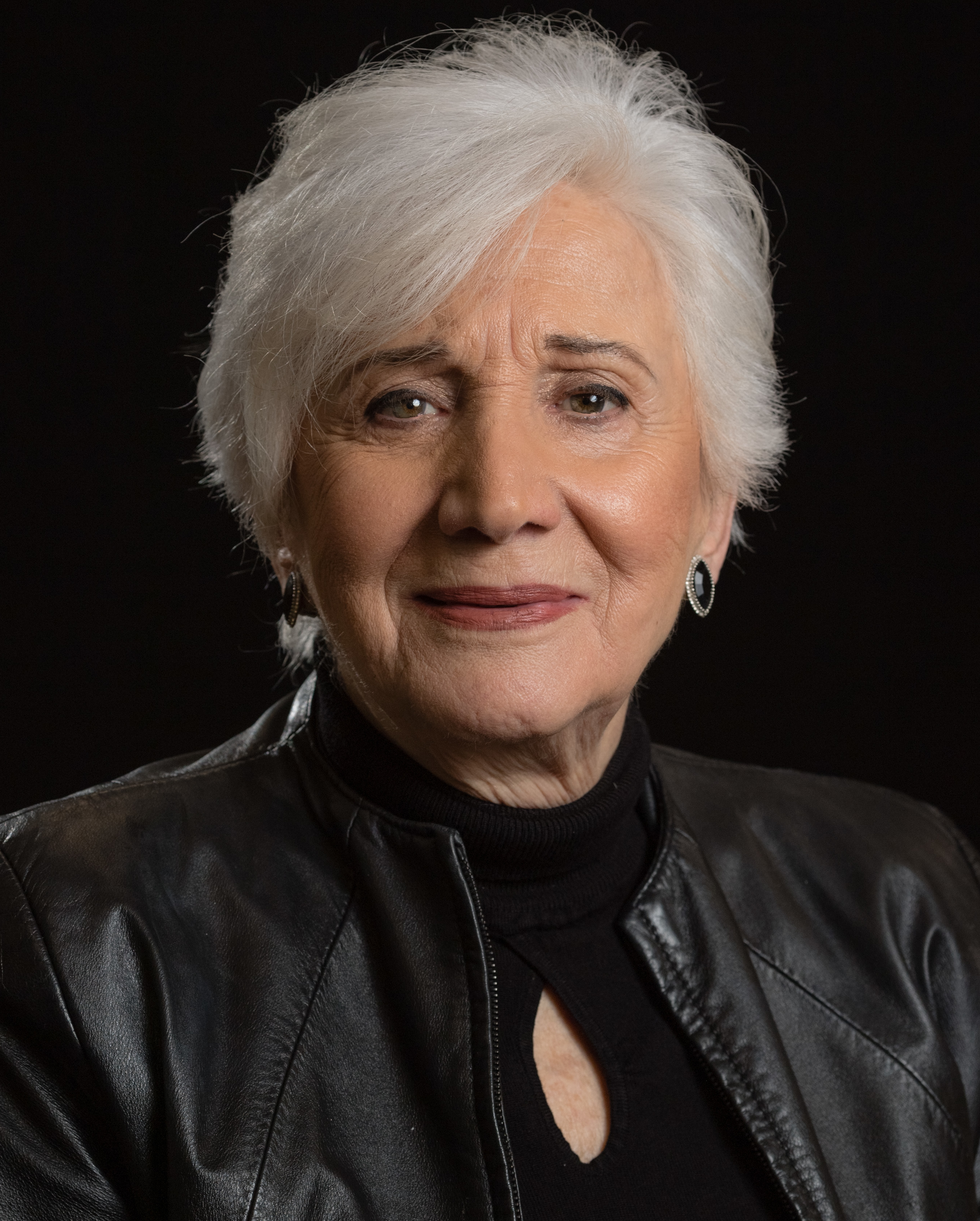
Olympia Dukakis (1931–2021)

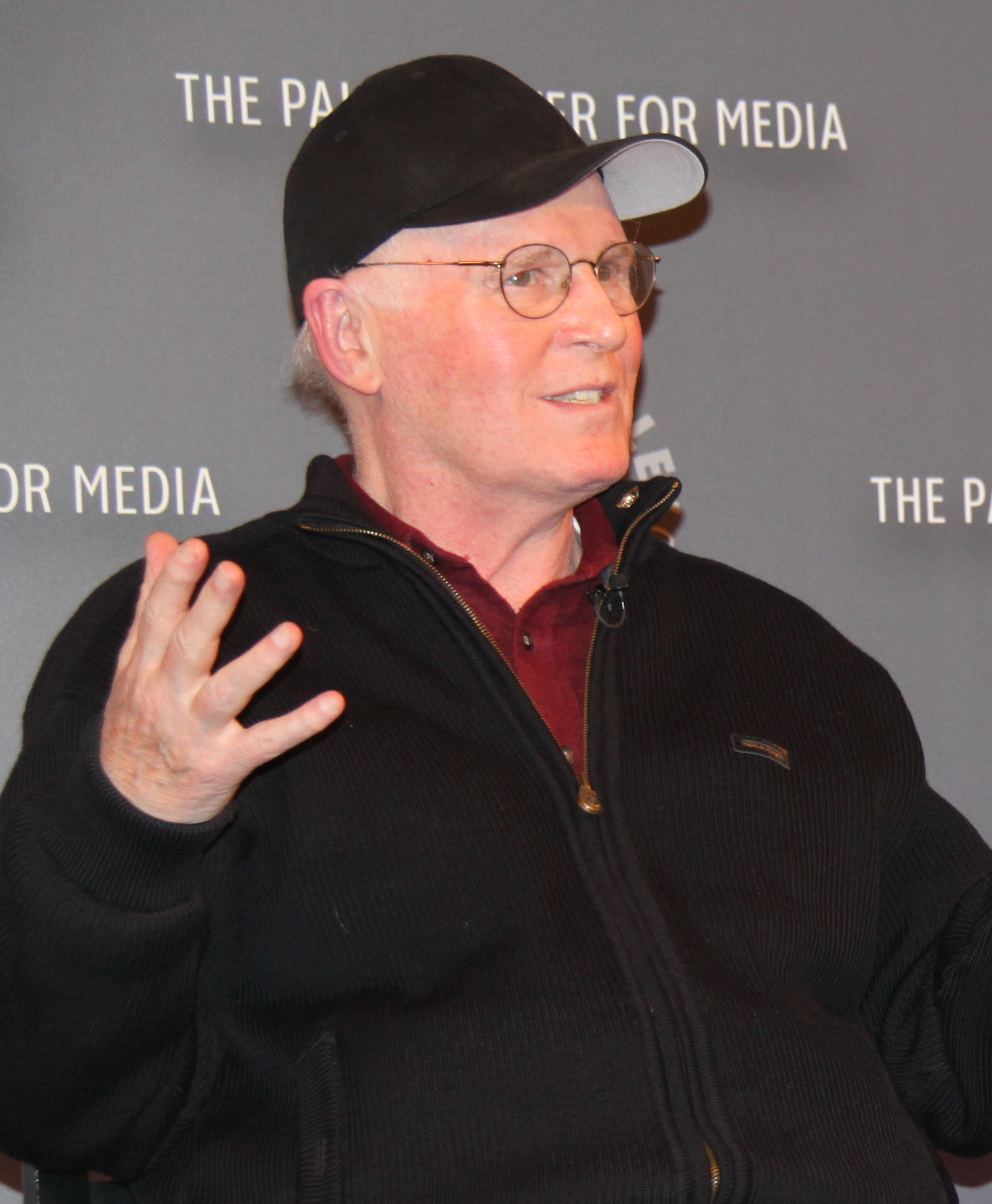
Charles Grodin (1935–2021)

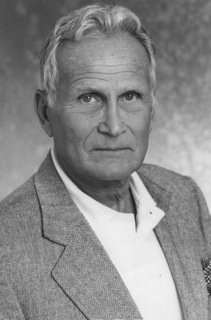
Jerome Hellman (1928–2021)

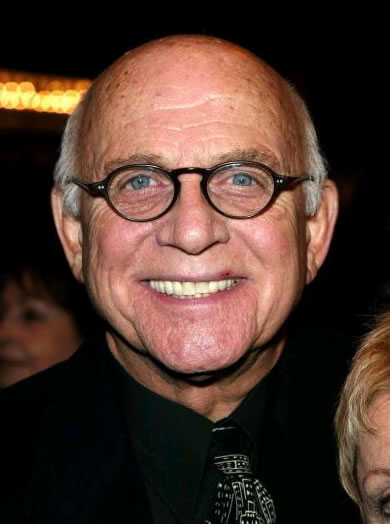
Gavin MacLeod (1931–2021)

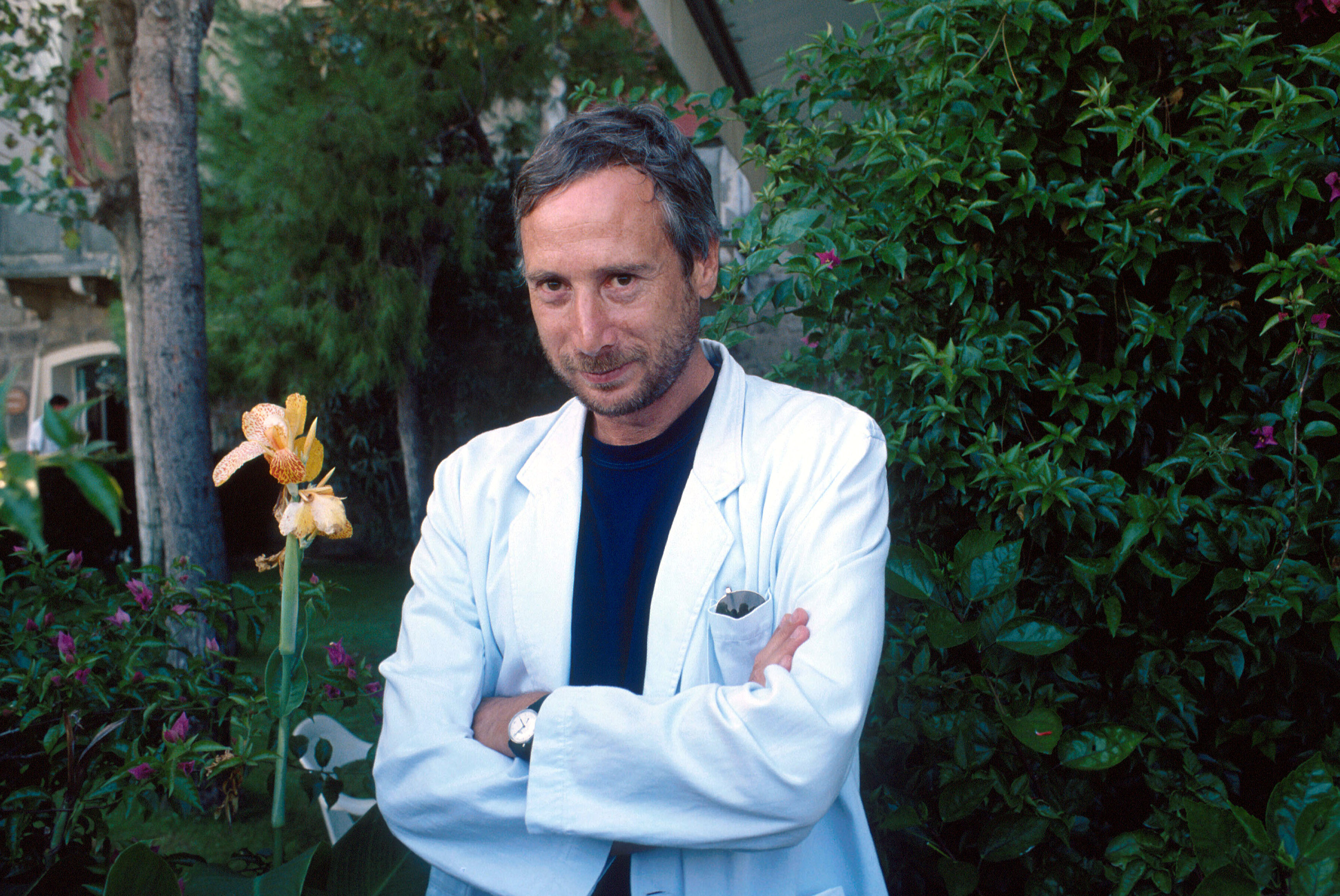
Peter Del Monte (1943–2021)

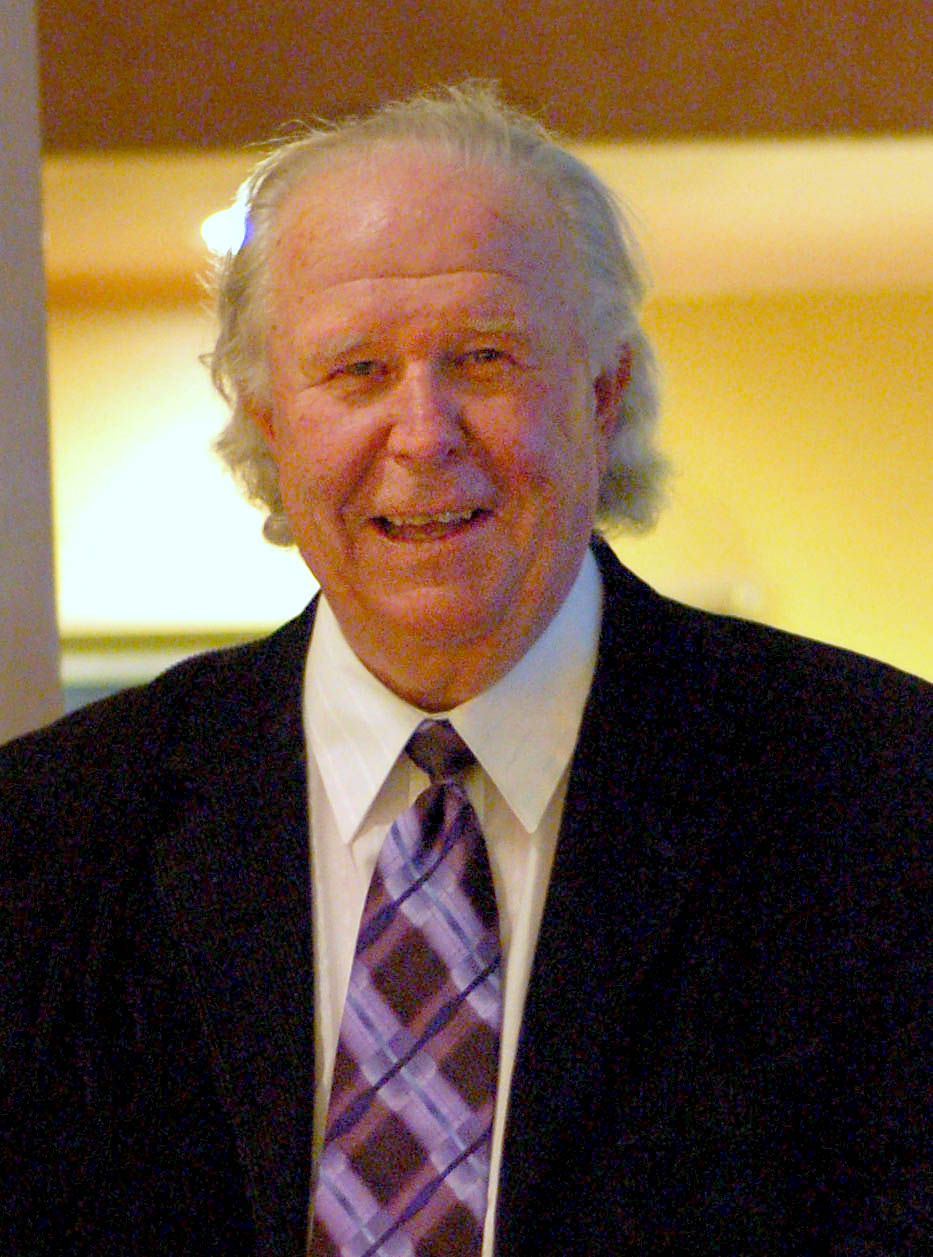
Ned Beatty (1937–2021)

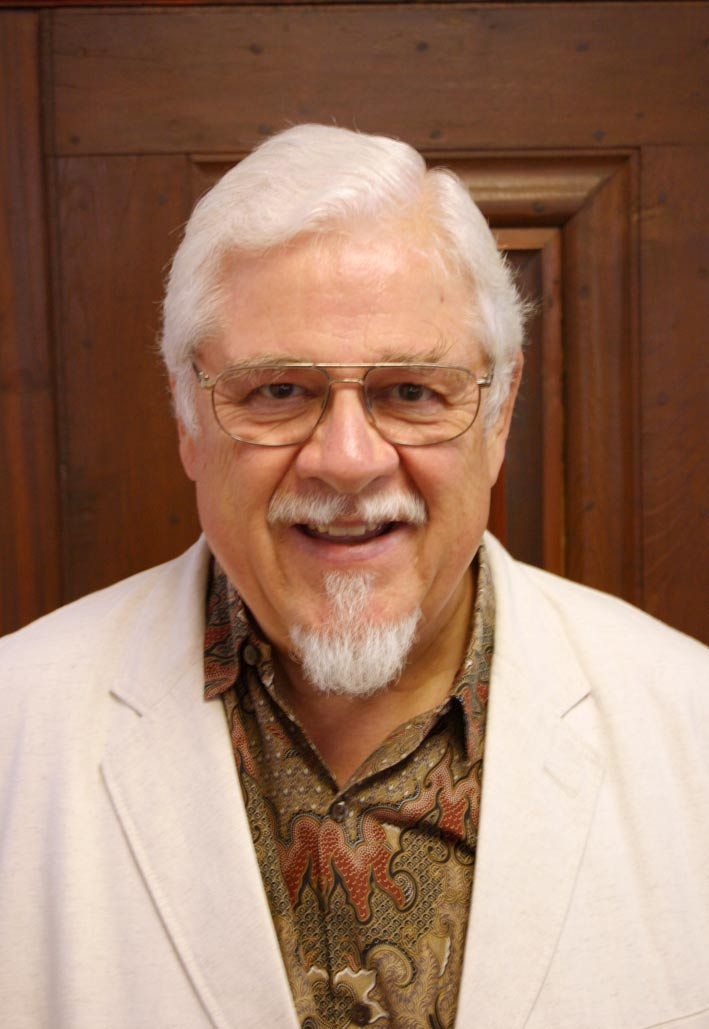
Bill Ramsey (1931–2021)

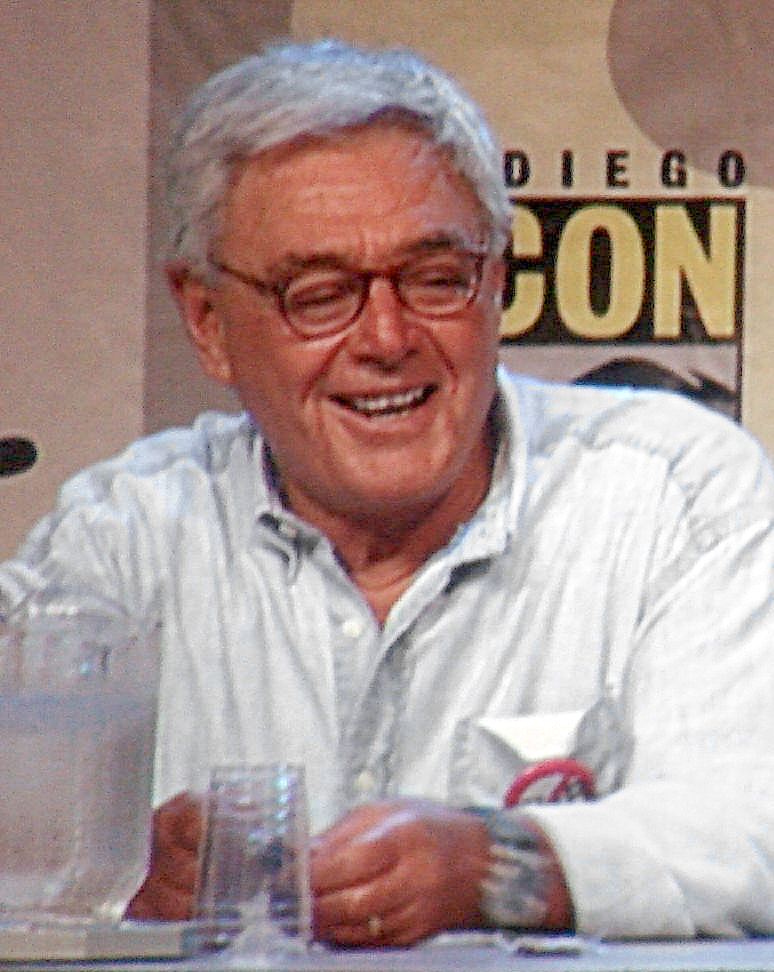
Richard Donner (1930–2021)

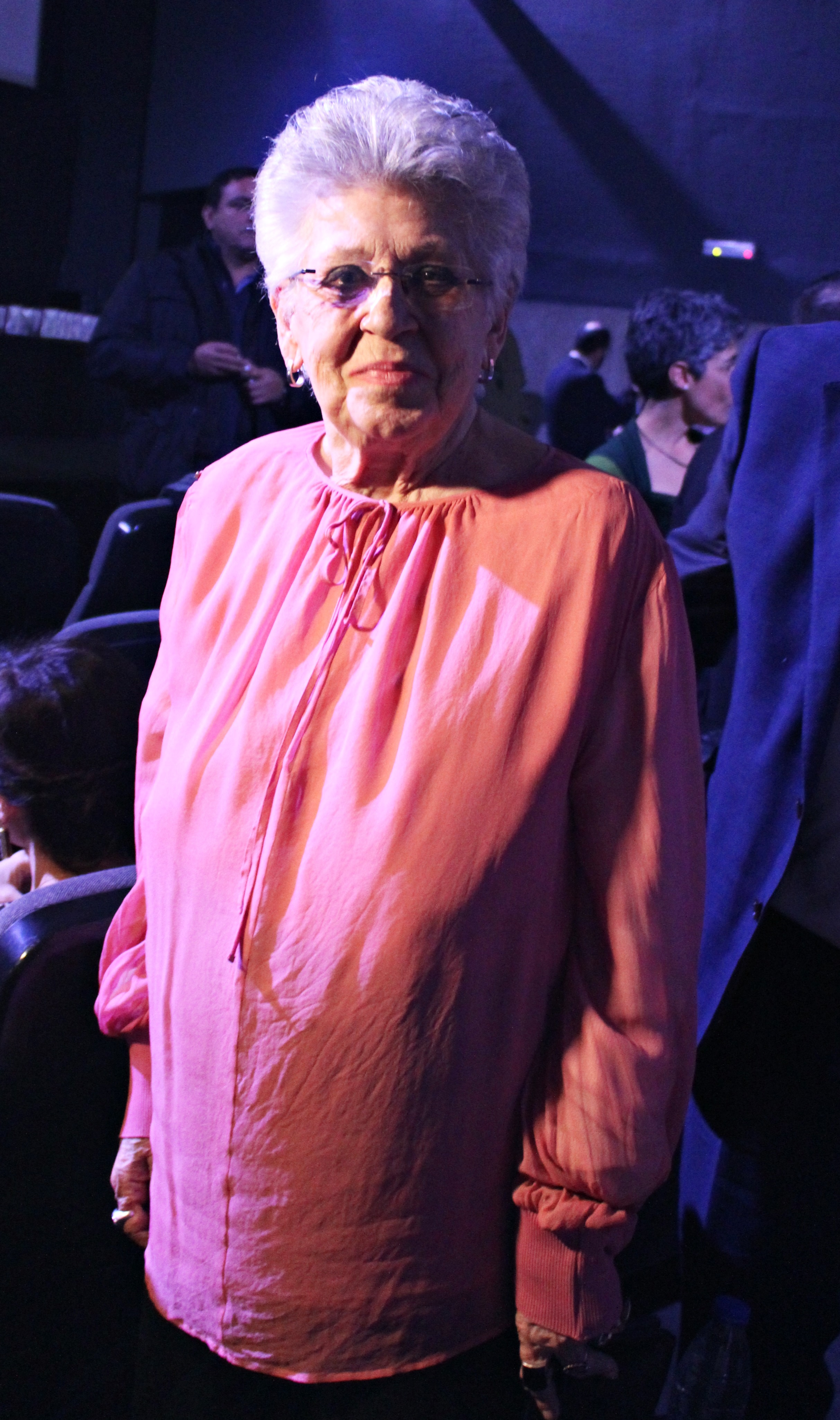
Pilar Bardem (1939–2021)

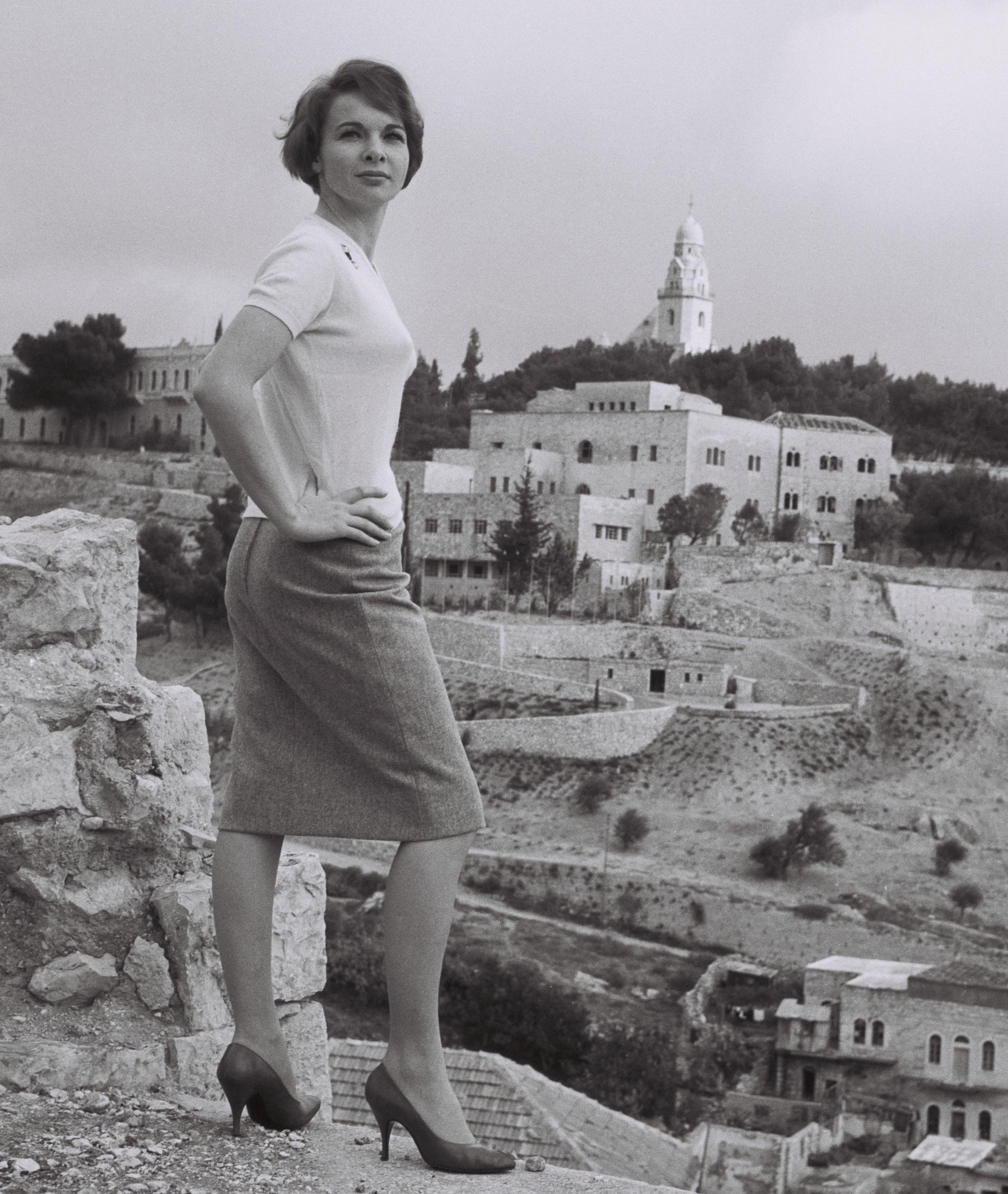
Françoise Arnoul (1931–2021)

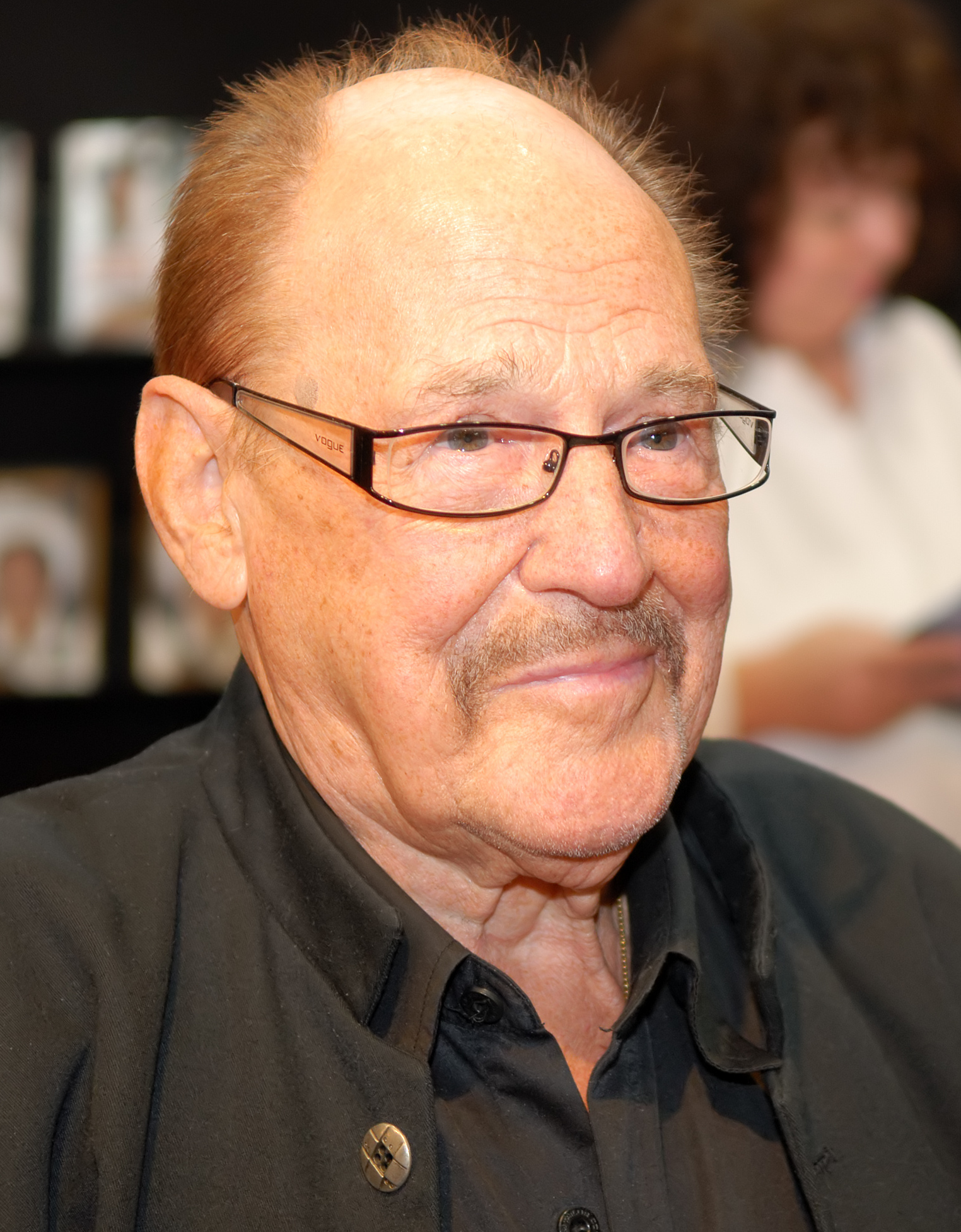
Herbert Köfer (1921–2021)

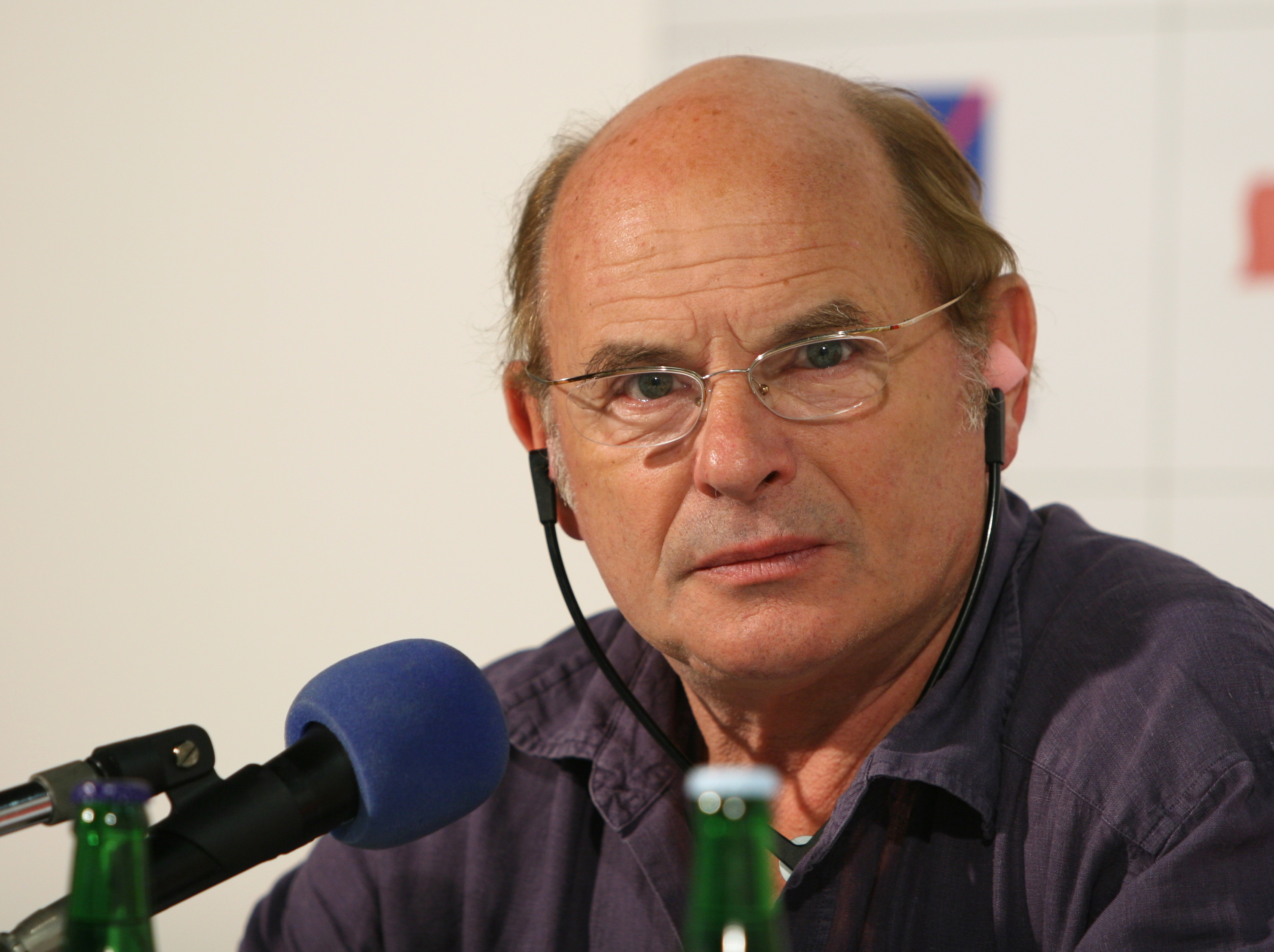
Jean-François Stévenin (1944–2021)

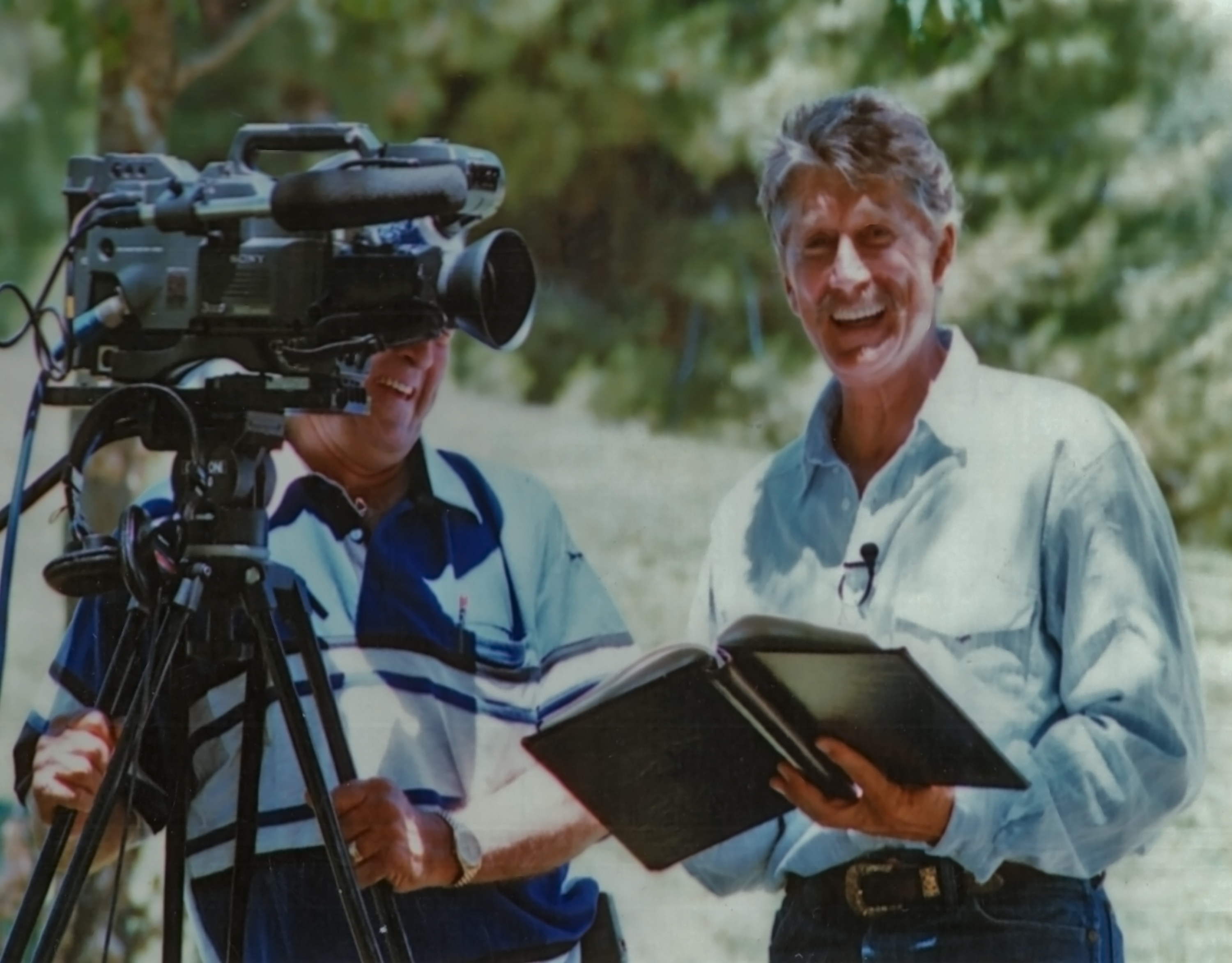
Alex Cord (1933–2021)

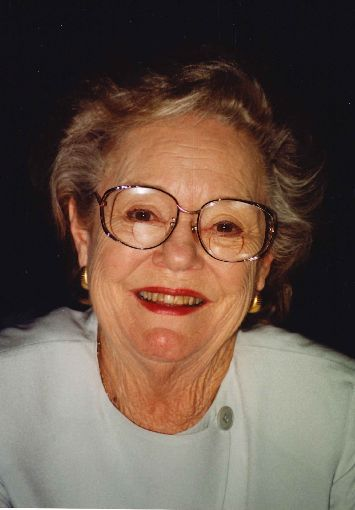
Patricia Hitchcock (1928–2021)

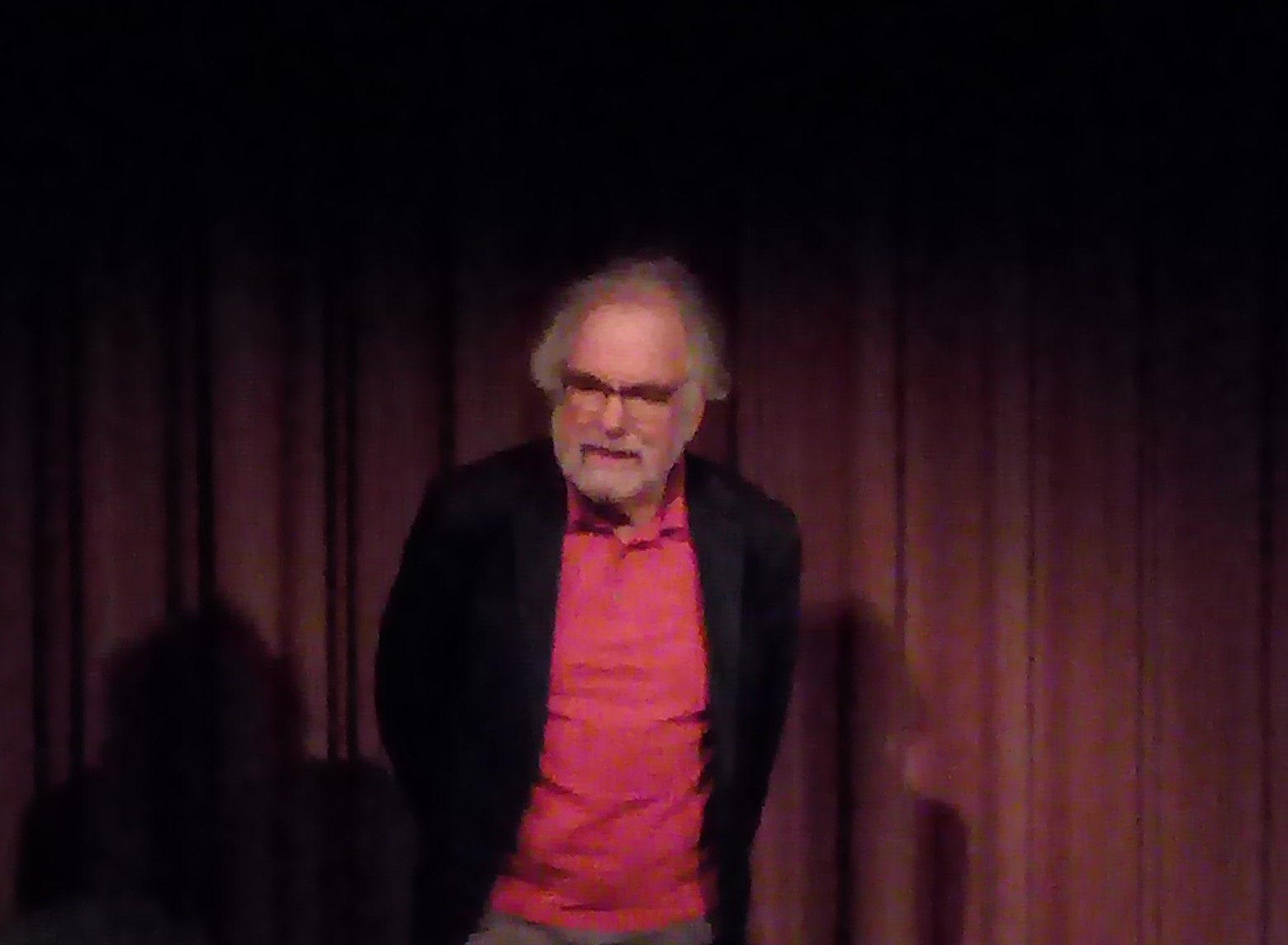
Peter Fleischmann (1937–2021)

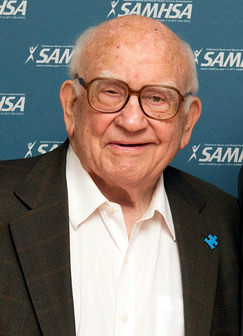
Ed Asner (1929–2021)

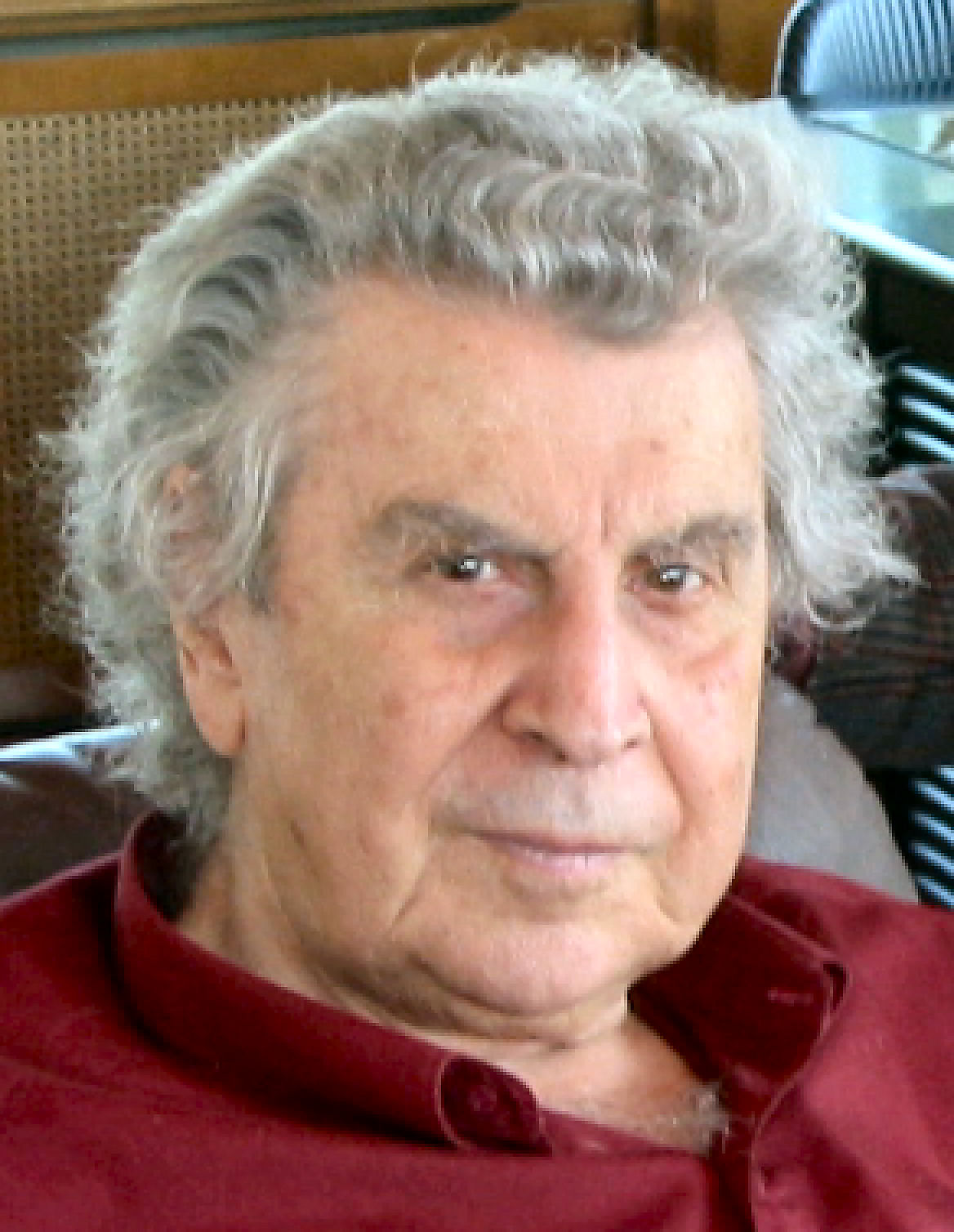
Mikis Theodorakis (1925–2021)

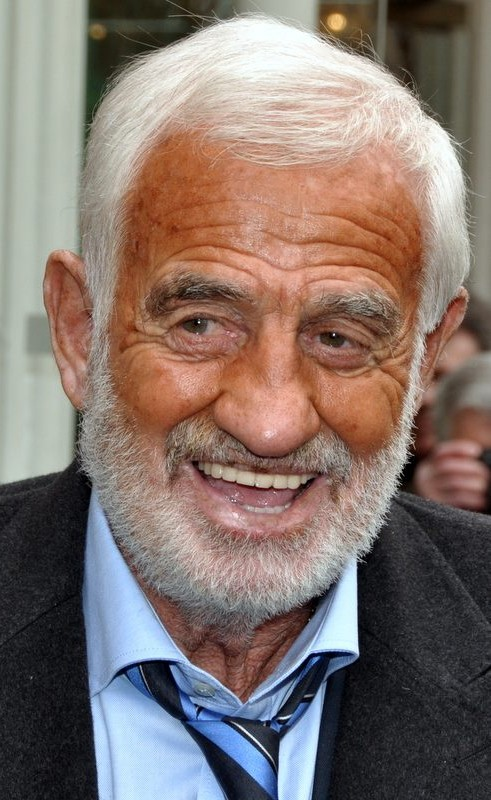
Jean-Paul Belmondo (1933–2021)

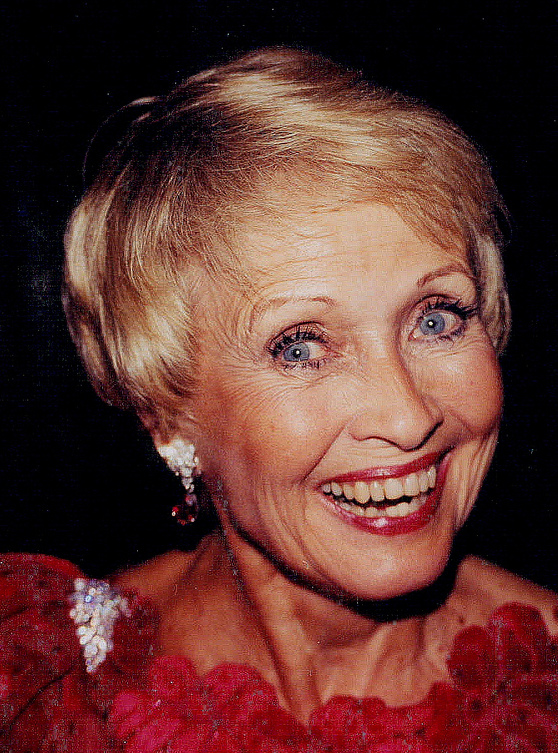
Jane Powell (1929–2021)

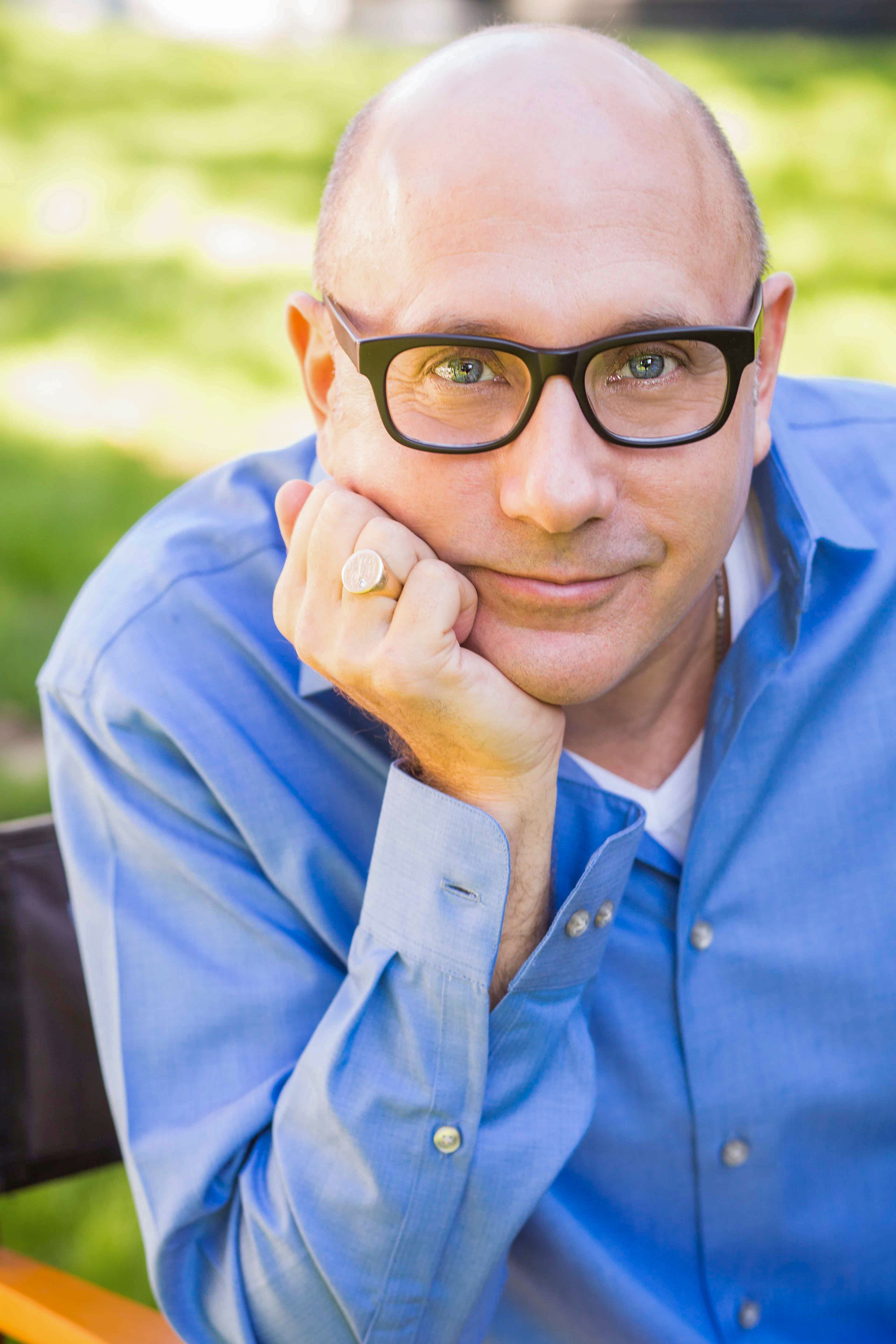
Willie Garson (1964–2021)

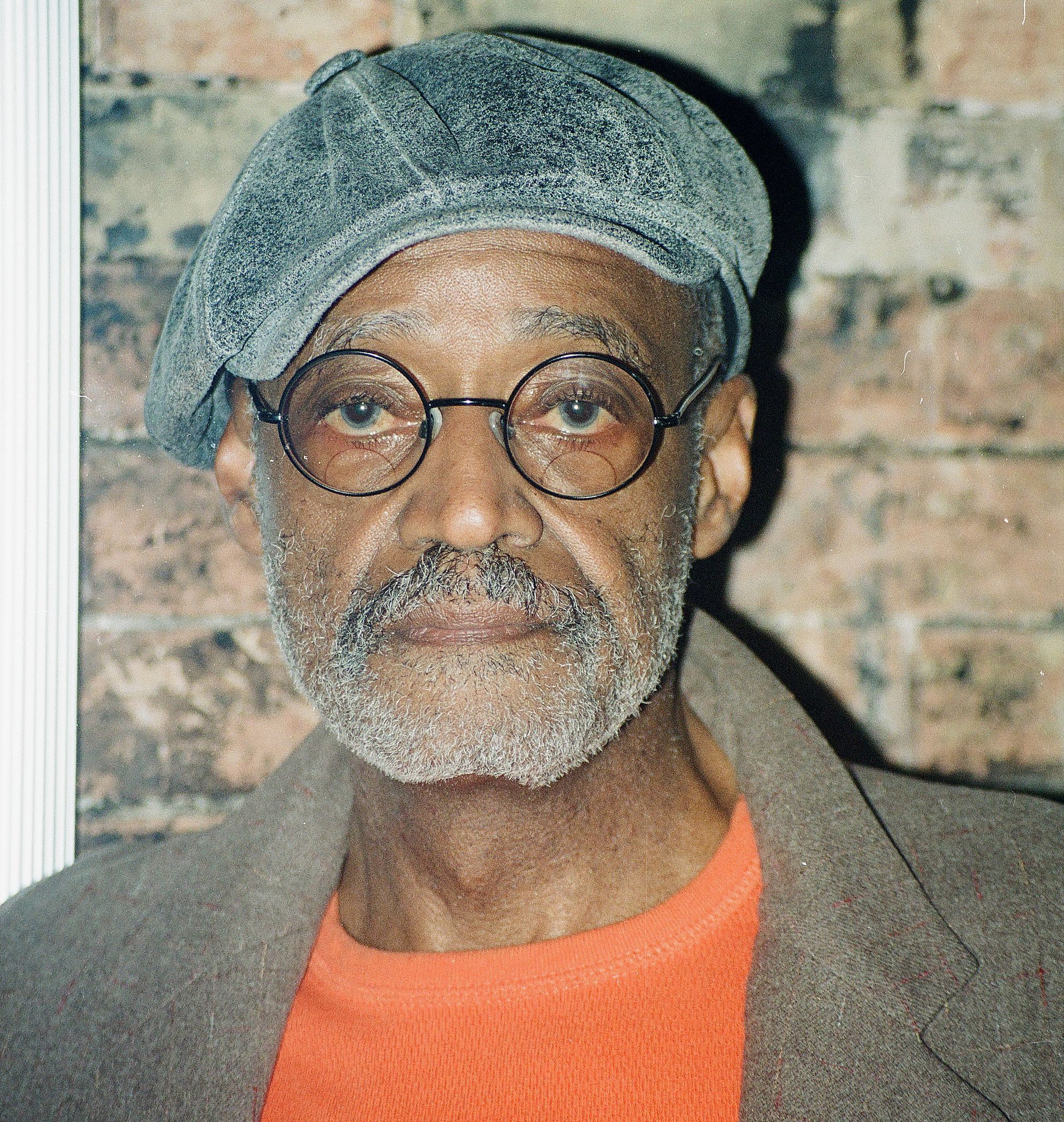
Melvin Van Peebles (1932–2021)

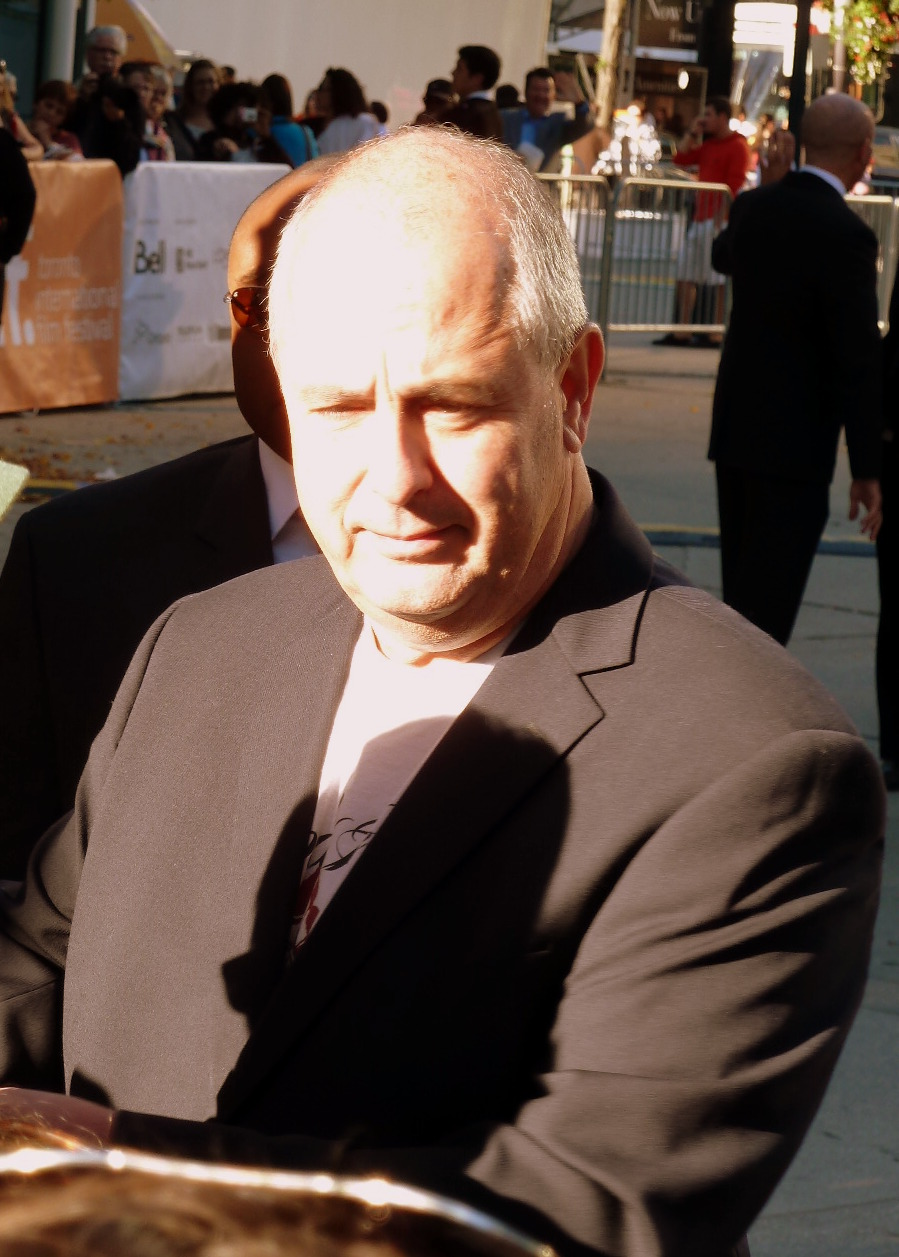
Roger Michell (1956–2021)

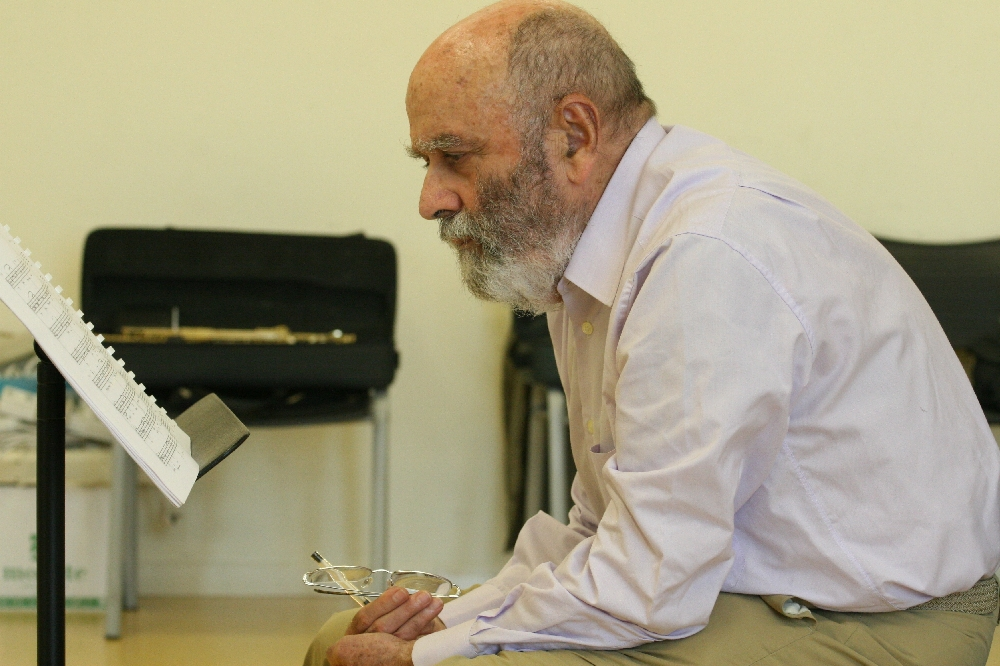
Luis de Pablo (1930–2021)

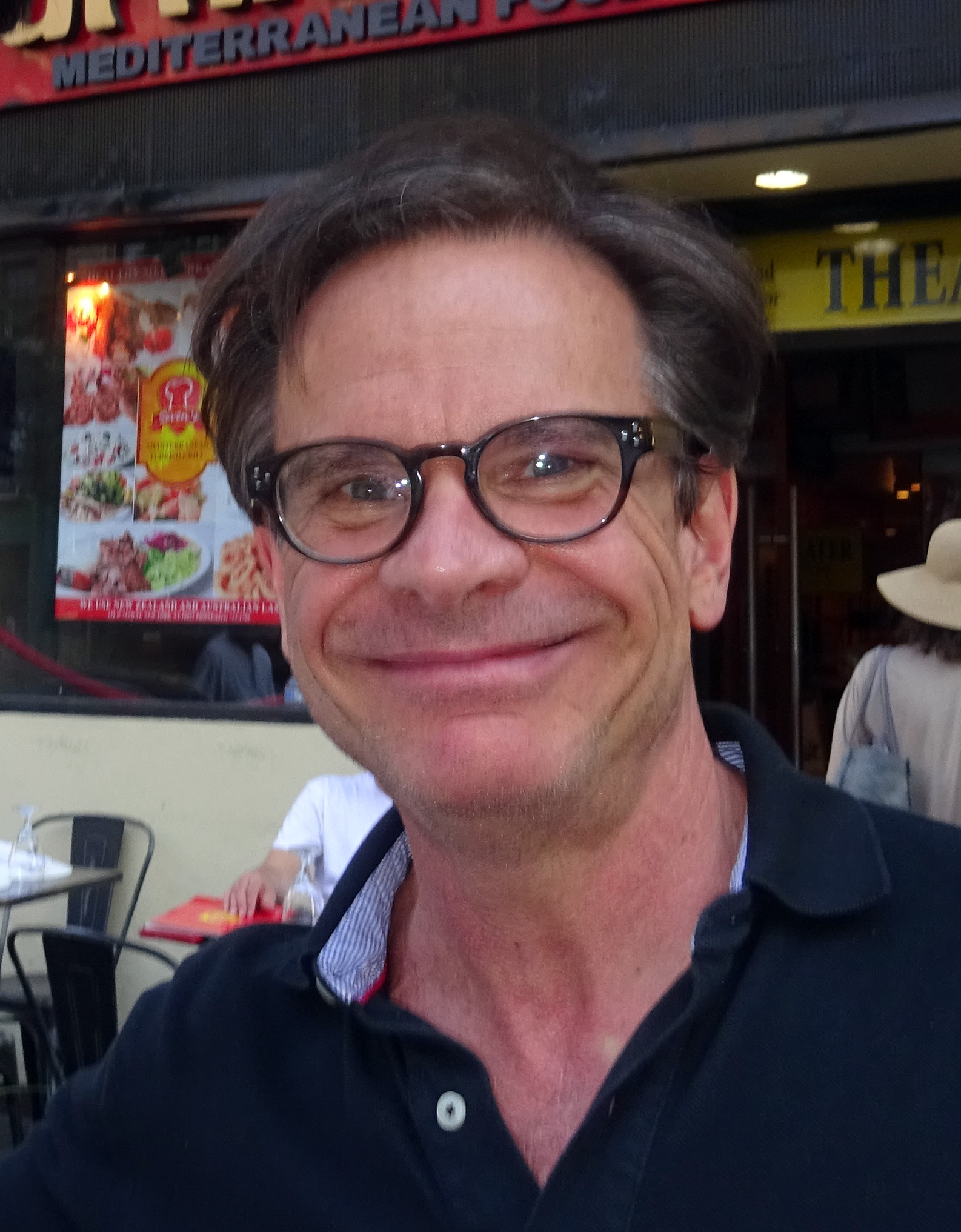
Peter Scolari (1955–2021)

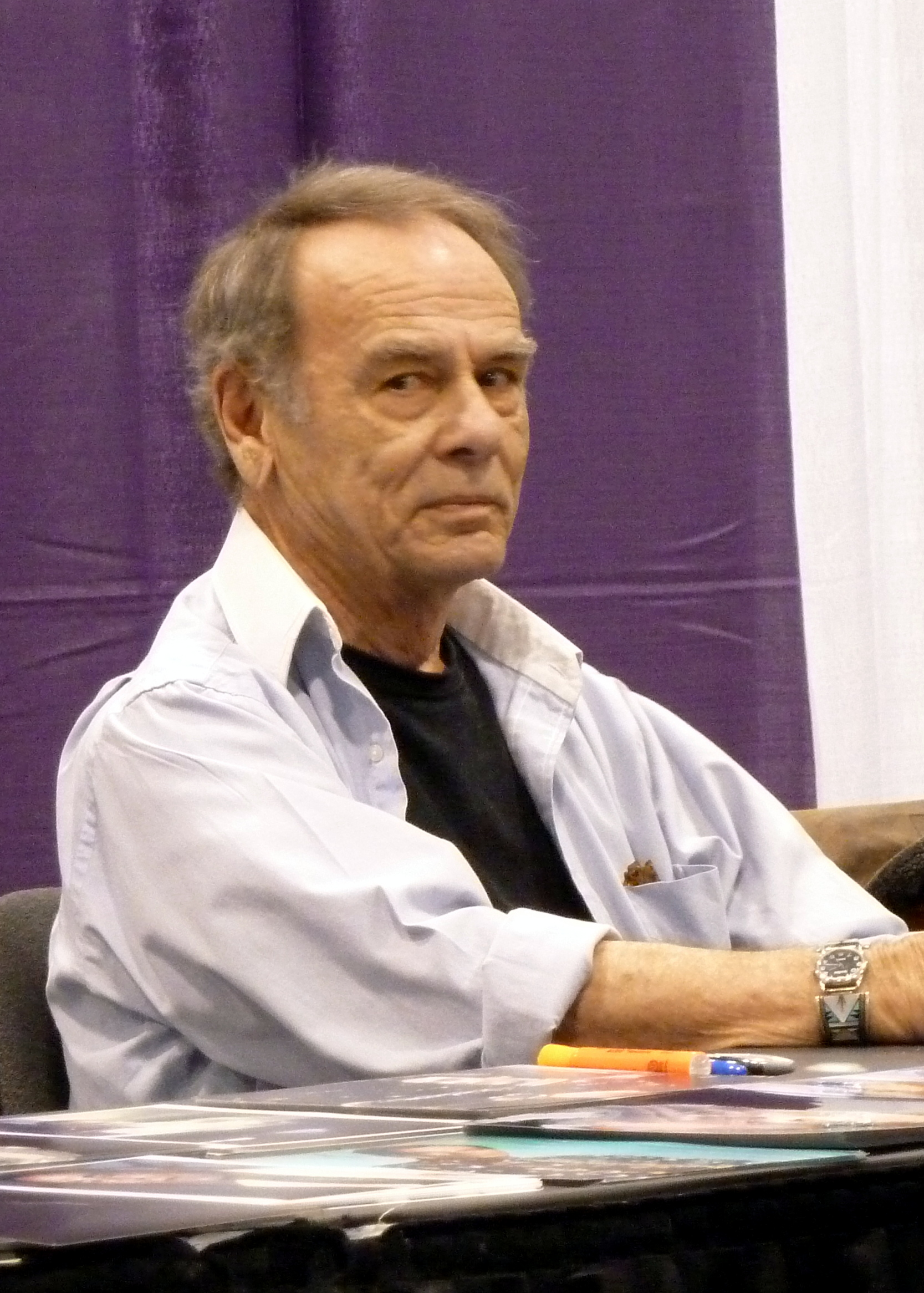
Dean Stockwell (1936–2021)

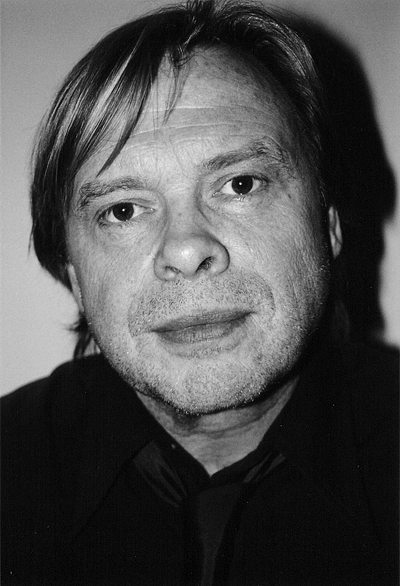
Volker Lechtenbrink (1944–2021)

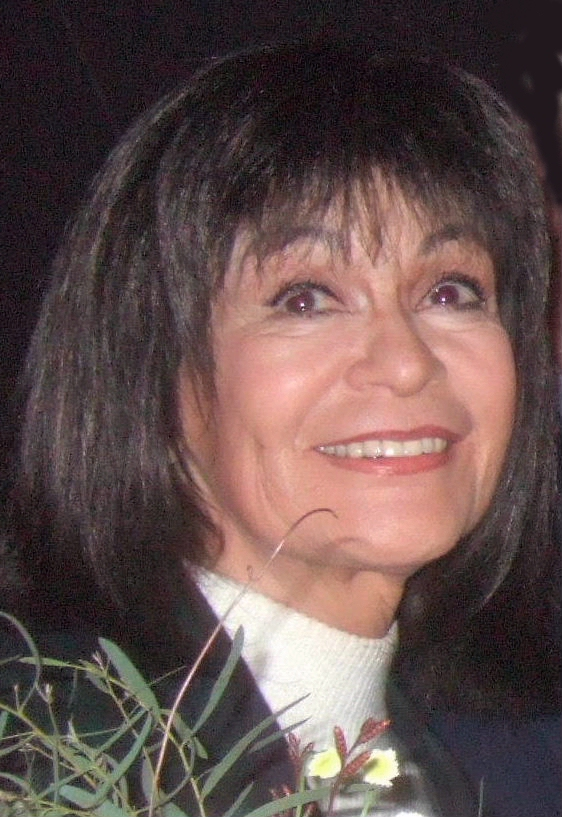
Marie Versini (1940–2021)

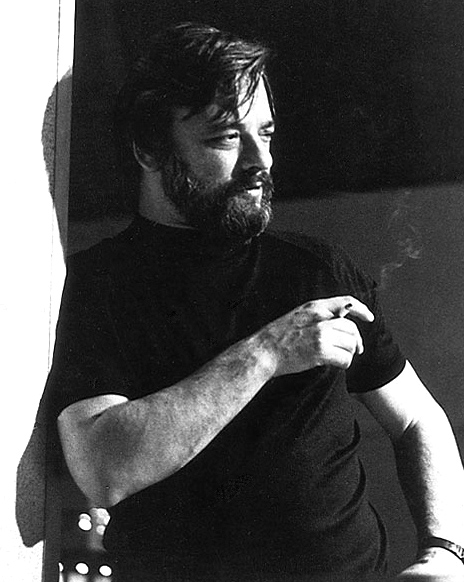
Stephen Sondheim (1930–2021)

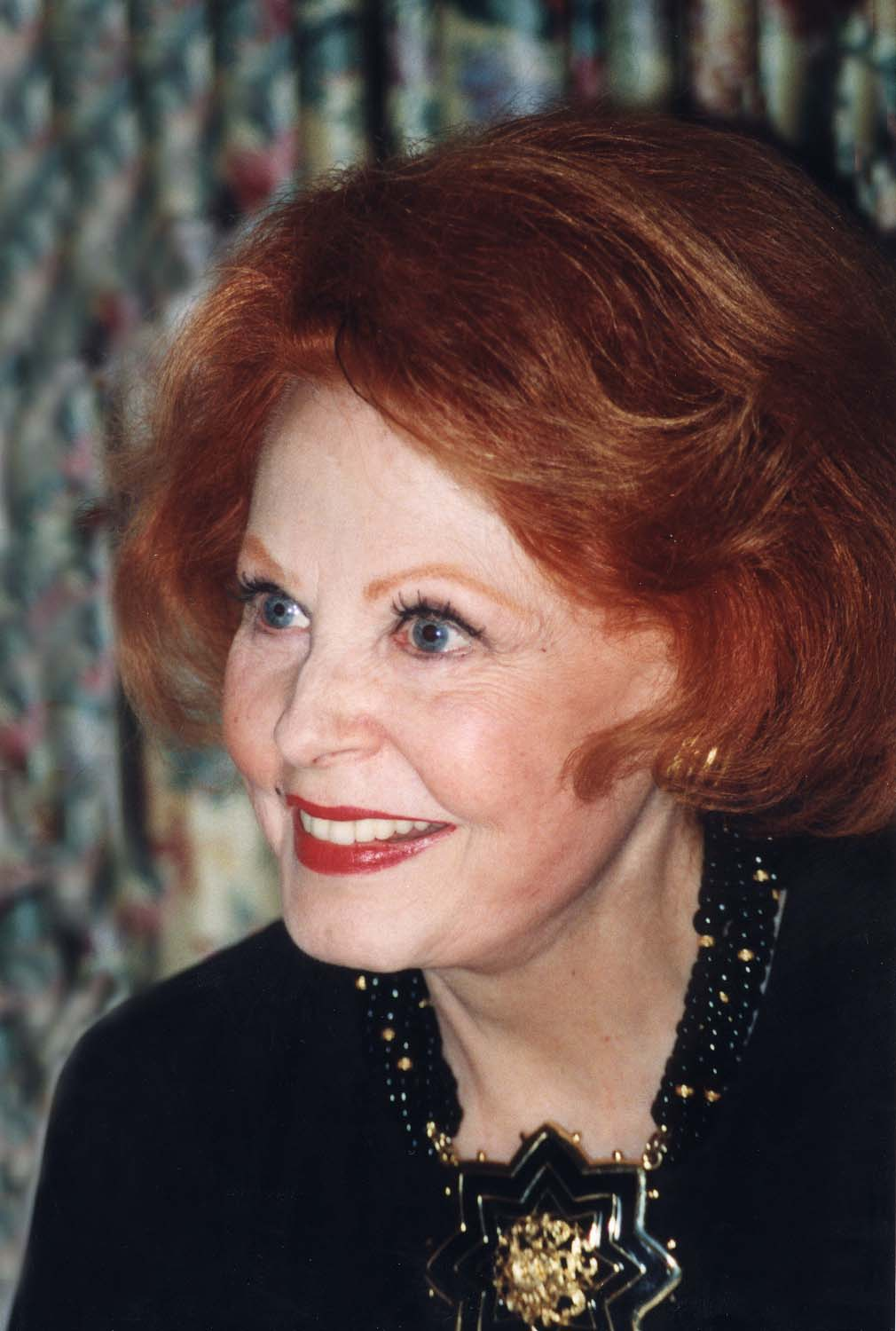
Arlene Dahl (1925–2021)

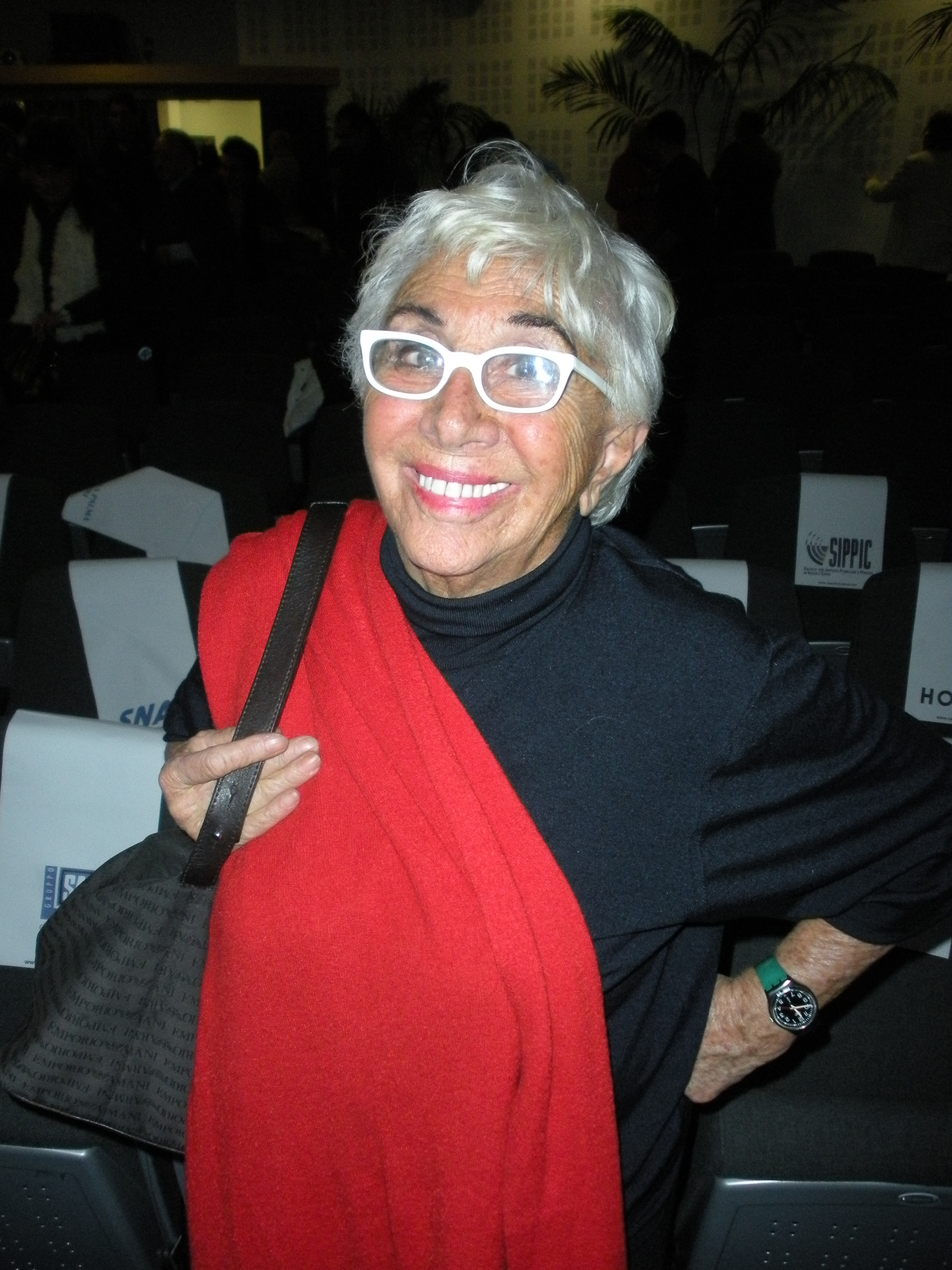
Lina Wertmüller (1928–2021)

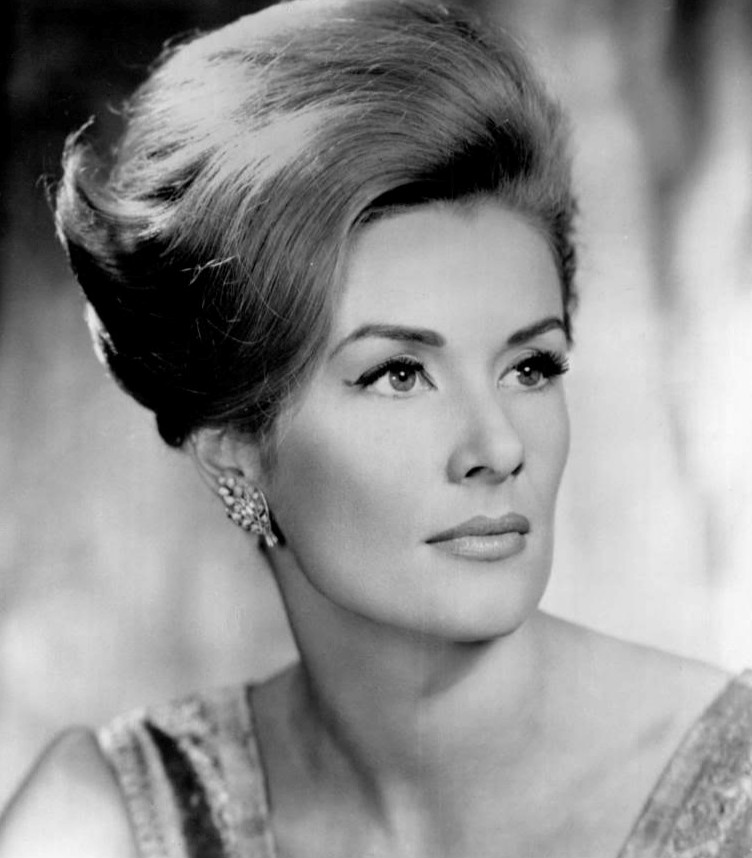
Sally Ann Howes (1930–2021)

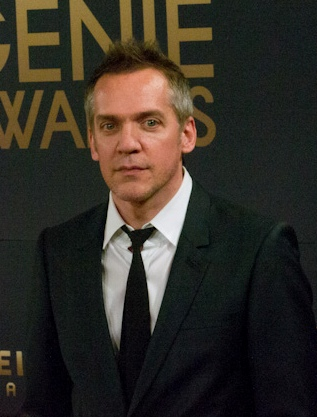
Jean-Marc Vallée (1963–2021)

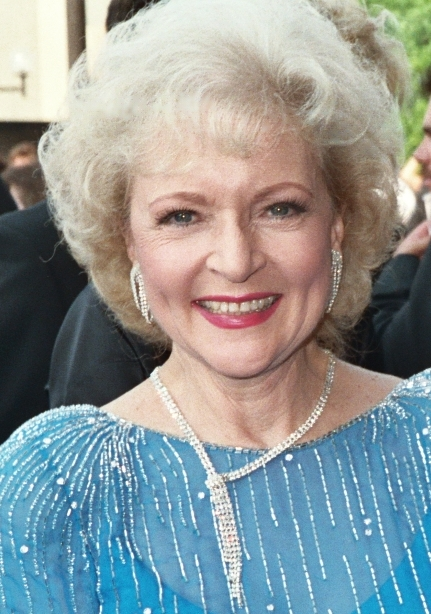
Betty White (1922–2021)

### Januar bis März
Januar:
- 01. Januar: Ursula Bonhoff, deutsche Filmregisseurin (* 1930)
- 01. Januar: Mark Eden, britischer Schauspieler (* 1928)
- 01. Januar: Georg Maier, deutscher Theaterintendant und Schauspieler (* 1941)
- 02. Januar: Marek Pivovar, tschechischer Schriftsteller und Regisseur (* 1964)
- 04. Januar: Tanya Roberts, US-amerikanische Schauspielerin (* 1955)
- 04. Januar: Barbara Shelley, britische Schauspielerin (* 1932)
- 04. Januar: Gregory Sierra, US-amerikanischer Schauspieler (* 1937)
- 04. Januar: Karl-Heinz Vosgerau, deutscher Schauspieler (* 1927)
- 05. Januar: Inoussa Ousséïni, nigrischer Regisseur und Politiker (* 1949)
- 05. Januar: John Richardson, britischer Schauspieler (* 1934)
- 06. Januar: Gerald Hiken, US-amerikanischer Schauspieler (* 1927)
- 06. Januar: Antonio Sabàto, italienischer Schauspieler (* 1943)
- 07. Januar: Michael Apted, britischer Regisseur und Dokumentarfilmer (* 1941)
- 07. Januar: Deezer D, US-amerikanischer Schauspieler (* 1965)
- 07. Januar: Thomas Gumpert, deutscher Schauspieler (* 1952)
- 07. Januar: Marion Ramsey, US-amerikanische Schauspielerin und Sängerin (* 1947)
- 07. Januar: Carlos Rasch, deutscher Schriftsteller und Drehbuchautor (* 1932)
- 08. Januar: Steve Carver, US-amerikanischer Fotograf, Regisseur und Produzent (* 1945)
- 08. Januar: Mike Henry, US-amerikanischer American-Football-Spieler und Schauspieler (* 1936)
- 08. Januar: Diana Millay, US-amerikanische Schauspielerin (* 1935)
- 10. Januar: Achim Geisler, deutscher Schauspieler, Synchronsprecher und Synchronregisseur (* 1949)
- 10. Januar: Julie Strain, US-amerikanisches Model, Schauspielerin, Regisseurin und Drehbuchautorin (* 1962)
- 11. Januar: Kai Maria Steinkühler, deutscher Filmemacher, Drehbuchautor und Schauspieler (* 1967)
- 11. Januar: Stacy Title, US-amerikanische Regisseurin, Drehbuchautorin und Produzentin (* 1964)
- 12. Januar: Tommaso Di Ciaula, italienischer Schriftsteller, Journalist und Drehbuchautor (* 1941)
- 12. Januar: Marran Gosov, bulgariendeutscher Filmemacher und Schriftsteller (* 1933)
- 12. Januar: Mona Malm, schwedische Filmschauspielerin (* 1935)
- 14. Januar: Peter Mark Richman, US-amerikanischer Schauspieler (* 1927)
- 16. Januar: Moritz Milar, deutscher Schauspieler (* 1933)
- 17. Januar: Jacques Bral, französischer Regisseur, Drehbuchautor, Filmeditor und Produzent (* 1948)
- 18. Januar: Jean-Pierre Bacri, französischer Schauspieler und Drehbuchautor (* 1951)
- 18. Januar: Perry Botkin junior, US-amerikanischer Komponist, Arrangeur und Songwriter (* 1933)
- 18. Januar: Catherine Rich, französische Schauspielerin (* 1932)
- 20. Januar: Mira Furlan, kroatische Schauspielerin (* 1955)
- 20. Januar: Ian Wilson, britischer Kameramann (* 1939)
- 21. Januar: Nathalie Delon, französische Schauspielerin und Regisseurin (* 1941)
- 21. Januar: Rémy Julienne, französischer Stuntman (* 1930)
- 21. Januar: Cecilia Mangini, italienische Dokumentarfilmerin und Drehbuchautorin (* 1927)
- 22. Januar: Walter Bernstein, US-amerikanischer Drehbuchautor (* 1919)
- 22. Januar: Simone Meyer, deutsche Schriftstellerin und Drehbuchautorin (* 1962)
- 23. Januar: Alberto Grimaldi, italienischer Produzent (* 1925)
- 23. Januar: Jonas Gwangwa, südafrikanischer Musiker und Komponist (* 1937)
- 23. Januar: Trisha Noble, australische Sängerin und Schauspielerin (* 1944)
- 24. Januar: Bruce Kirby, US-amerikanischer Schauspieler (* 1925)
- 24. Januar: Gunnel Lindblom, schwedische Schauspielerin, Regisseurin und Drehbuchautorin (* 1931)
- 26. Januar: Cloris Leachman, US-amerikanische Schauspielerin (* 1926)
- 26. Januar: Hana Maciuchová, tschechische Schauspielerin (* 1945)
- 26. Januar: Lars Norén, schwedischer Drehbuchautor und Regisseur (* 1944)
- 26. Januar: Serpil Pak, deutsch-türkische Schauspielerin und Kabarettistin (* 1963 oder 1964)
- 28. Januar: Ryszard Kotys, polnischer Schauspieler (* 1932)
- 28. Januar: Wassili Semjonowitsch Lanowoi, russischer Schauspieler (* 1934)
- 28. Januar: Cicely Tyson, US-amerikanische Schauspielerin (* 1924)
- 29. Januar: Jeremy Lubbock, britischer Musiker, Pianist, Arrangeur und Komponist (* 1931)
- 30. Januar: Allan Burns, US-amerikanischer Drehbuchautor und Fernsehproduzent (* 1935)
- 30. Januar: Hans Kantereit, deutscher Autor, Übersetzer und Drehbuchautor (* 1959)
- 30. Januar: Marc Wilmore, US-amerikanischer Drehbuchautor, Produzent, Schauspieler und Komiker (* 1963)

Februar:
- 01. Februar: Utz Elsässer, deutscher Filmarchitekt, Bühnenbildner und Szenenbildner (* 1927)
- 01. Februar: Jonas Gricius, litauischer Kameramann (* 1928)
- 01. Februar: Robert C. Jones, US-amerikanischer Filmeditor und Drehbuchautor (* 1936)
- 02. Februar: Karl Friedrich, österreichischer Schauspieler (* 1929)
- 02. Februar: Erik Eriksson, schwedischer Autor und Fernsehproduzent (* 1937)
- 02. Februar: Bettina Schön, deutsche Synchronsprecherin und Schauspielerin (* 1926)
- 03. Februar: Haya Harareet, israelische Schauspielerin und Drehbuchautorin (* 1931)
- 03. Februar: Lokman Slim, libanesischer Filmemacher (* 1962)
- 03. Februar: Marko Sosič, slowenischsprachiger italienischer Schriftsteller und Regisseur (* 1958)
- 05. Februar: Christopher Plummer, kanadischer Schauspieler (* 1929)
- 06. Februar: Krzysztof Kowalewski, polnischer Schauspieler (* 1937)
- 07. Februar: Giuseppe Rotunno, italienischer Kameramann (* 1923)
- 07. Februar: Moufida Tlatli, tunesische Filmeditorin, Drehbuchautorin und Regisseurin (* 1947)
- 08. Februar: Jean-Claude Carrière, französischer Drehbuchautor und Schauspieler (* 1931)
- 09. Februar: John Hora, US-amerikanischer Kameramann (* 1940)
- 09. Februar: Ghédalia Tazartès, französischer Musiker und Komponist (* 1947)
- 10. Februar: Maurizio Liverani, italienischer Filmjournalist, Regisseur und Drehbuchautor (* 1928)
- 11. Februar: Reg Lewis, US-amerikanischer Bodybuilder und Schauspieler (* 1936)
- 11. Februar: Joan Weldon, US-amerikanische Schauspielerin und Sängerin (* 1930)
- 12. Februar: Christopher Pennock, US-amerikanischer Schauspieler (* 1944)
- 12. Februar: Lynn Stalmaster, US-amerikanischer Casting Director und Schauspieler (* 1927)
- 15. Februar: Sandro Dori, italienischer Schauspieler (* 1938)
- 16. Februar: Libuše Holečková, tschechische Schauspielerin (* 1932)
- 17. Februar: Ulrike Blome, deutsche Schauspielerin (* 1944)
- 17. Februar: Martha Stewart, US-amerikanische Sängerin und Schauspielerin (* 1922)
- 17. Februar: Hanns-Jörn Weber, deutscher Schauspieler (* 1941)
- 18. Februar: Frank Lupo, US-amerikanischer Drehbuchautor und Fernsehproduzent (* 1955)
- 18. Februar: Andrei Wassiljewitsch Mjagkow, russischer Schauspieler (* 1938)
- 18. Februar: Mark Morales, US-amerikanischer Rapmusiker, Musikproduzent und Schauspieler (* 1968)
- 18. Februar: Ilse Seemann, deutsche Schauspielerin, Synchron- und Hörspielsprecherin, Rundfunkmoderatorin und Autorin (* 1934)
- 18. Februar: Guido Stagnaro, italienischer Regisseur und Drehbuchautor (* 1925)
- 20. Februar: David de Keyser, britischer Schauspieler (* 1927)
- 21. Februar: Peter S. Davis, US-amerikanischer Filmproduzent (* 1942)
- 21. Februar: Judy Irola, US-amerikanische Kamerafrau (* 1943)
- 22. Februar: Giancarlo Santi, italienischer Regisseur (* 1939)
- 23. Februar: Geoffrey Scott, US-amerikanischer Schauspieler (* 1942)
- 24. Februar: Wolfgang Beilenhoff, deutscher Filmwissenschaftler (* 1943)
- 24. Februar: Alan Robert Murray, Tontechniker (* 1954 oder 1955)
- 24. Februar: Ronald Pickup, britischer Schauspieler (* 1940)
- 26. Februar: Martin Brauer, deutscher Schauspieler und Musiker (* 1971)
- 28. Februar: Johnny Briggs, britischer Schauspieler (* 1935)

März:
- 01. März: Jahmil French, afrokanadischer Schauspieler (* 1992)
- 02. März: Petra Ehlert, deutsche Schauspielerin (* 1966)
- 02. März: Svend Johansen, dänischer Schauspieler (* 1930)
- 02. März: Gil Rogers, US-amerikanischer Schauspieler (* 1934)
- 03. März: Katharina Matz, deutsche Schauspielerin (* 1930)
- 03. März: Nicola Pagett, britische Schauspielerin (* 1945)
- 04. März: Tony Hendra, britischer Drehbuchautor und Schauspieler (* 1941)
- 04. März: Heinz Klevenow junior, deutscher Schauspieler (* 1940)
- 05. März: David Bailie, britischer Schauspieler (* 1937)
- 05. März: Ursula Rodel, Schweizer Modedesignerin, Kostümbildnerin und Unternehmerin (* 1945)
- 07. März: Sanja Ilić, jugoslawischer bzw. serbischer Komponist und Musiker (* 1951)
- 08. März: Leon Gast, US-amerikanischer Regisseur, Produzent und Fotograf (* 1936)
- 08. März: Trevor Peacock, britischer Schauspieler, Theaterschaffender, Drehbuchautor und Songwriter (* 1931)
- 09. März: Biff McGuire, US-amerikanischer Schauspieler (* 1926)
- 09. März: Inge Schneider, deutsche Filmeditorin (* 1947)
- 09. März: Cliff Simon, südafrikanischer Schauspieler (* 1962)
- 11. März: Isidore Mankofsky, US-amerikanischer Kameramann (* 1931)
- 11. März: Peter Patzak, österreichischer Regisseur (* 1945)
- 11. März: Norman J. Warren, britischer Filmregisseur, Drehbuchautor, Filmeditor und Kameramann (* 1942)
- 14. März: Henry Darrow, US-amerikanischer Schauspieler (* 1933)
- 14. März: Heino Hallhuber, deutscher Tänzer, Choreograph und Schauspieler (* 1927)
- 15. März: Yaphet Kotto, US-amerikanischer Schauspieler (* 1939)
- 16. März: Jan Peter Heyne, deutscher Schauspieler (* 1948)
- 17. März: Jacques Frantz, französischer Schauspieler und Synchronsprecher (* 1931)
- 17. März: Antón García Abril, spanischer Komponist und Musikpädagoge (* 1933)
- 17. März: Giselle Vesco, deutsche Schauspielerin (* 1925)
- 18. März: Richard Gilliland, US-amerikanischer Schauspieler (* 1950)
- 21. März: Moraldo Rossi, italienischer Drehbuchautor und Regisseur (* 1926)
- 22. März: Pierick Houdy, französisch-kanadischer Komponist (* 1929)
- 22. März: Tatjana Lolowa, bulgarische Schauspielerin (* 1934)
- 22. März: May Wynn, US-amerikanische Schauspielerin (* 1928)
- 23. März: Hana Hegerová, slowakische Chansonsängerin und Schauspielerin (* 1931)
- 23. März: George Segal, US-amerikanischer Schauspieler (* 1934)
- 24. März: Jessica Walter, US-amerikanische Schauspielerin (* 1941)
- 25. März: Larry McMurtry, US-amerikanischer Drehbuchautor und Fernsehproduzent (* 1936)
- 25. März: Bertrand Tavernier, französischer Regisseur, Drehbuchautor und Filmkritiker (* 1941)
- 30. März: Myra Frances, britische Schauspielerin (* 1943)

### April bis Juni
April:
- 01. April: Lee Aaker, US-amerikanischer Kinderdarsteller und Schauspieler (* 1943)
- 02. April: Volker Bogdan, deutscher Schauspieler und Synchronsprecher (* 1939)
- 03. April: Jill Corey, US-amerikanische Pop-Sängerin und Schauspielerin (* 1935)
- 03. April: Jim Haynie, US-amerikanischer Schauspieler (* 1940)
- 03. April: Gloria Henry, US-amerikanische Schauspielerin (* 1923)
- 04. April: Francisco Haghenbeck, mexikanischer Comicautor und Drehbuchautor (* 1965)
- 04. April: Hashida Sugako, japanische Drehbuchautorin (* 1925)
- 05. April: Robert Fletcher, US-amerikanischer Kostümbildner (* 1922)
- 05. April: Zygmunt Malanowicz, polnischer Schauspieler, Regisseur und Drehbuchautor (* 1938)
- 05. April: Paul Ritter, britischer Schauspieler (* 1966)
- 06. April: Grischa Huber, deutsche Schauspielerin (* 1944)
- 07. April: James Hampton, US-amerikanischer Schauspieler, Regisseur und Drehbuchautor (* 1936)
- 08. April: Richard Rush US-amerikanischer Regisseur und Drehbuchautor (* 1929)
- 08. April: Peter Terson britischer Dramatiker und Drehbuchautor (* 1932)
- 09. April: DMX, US-amerikanischer Rapper und Schauspieler (* 1970)
- 09. April: Karl-Maria Kinsky, österreichischer Schauspieler, Kabarettist, Autor und Sänger (* 1955)
- 11. April: Giannetto De Rossi, italienischer Maskenbildner, Spezialeffektkünstler und Regisseur (* 1942)
- 11. April: Joseph Siravo, US-amerikanischer Schauspieler (* 1957)
- 13. April: Jewgeni Sergejewitsch Tilitschejew, russischer Schauspieler und Operettensänger (* 1946)
- 14. April: Amedeo Tommasi, italienischer Pianist und Komponist (* 1935)
- 16. April: Helen McCrory, britische Schauspielerin (* 1968)
- 16. April: Anthony Powell, britischer Kostümdesigner (* 1935)
- 16. April: Felix Silla, italienischer Schauspieler (* 1937)
- 16. April: Mari Törőcsik, ungarische Schauspielerin (* 1935)
- 18. April: Anna Justice, deutsche Regisseurin und Drehbuchautorin (* 1962)
- 19. April: Danny Awege, deutscher Schauspieler und Musiker (* 1976)
- 19. April: Ruth Farchi, österreichisch-israelische Schauspielerin (* 1927)
- 20. April: Monte Hellman, US-amerikanischer Regisseur, Filmproduzent und Filmeditor (* 1929)
- 20. April: Willi Herren, deutscher Entertainer, Schauspieler und Schlagersänger (* 1975)
- 20. April: Tempest Storm, US-amerikanische Burlesque-Tänzerin und Schauspielerin (* 1928)
- 21. April: Thomas Fritsch, deutscher Schauspieler, Synchronsprecher und Sänger (* 1944)
- 23. April: Milva, italienische Sängerin und Schauspielerin (* 1939)
- 23. April: Yves Rénier, französischer Schauspieler (* 1942)
- 24. April: Shunsuke Kikuchi, japanischer Komponist (* 1931)
- 26. April: Nina Gladitz, deutsche Dokumentarfilm-Regisseurin und Autorin (* 1946)
- 28. April: Martin Kluger, deutscher Schriftsteller und Drehbuchautor (* 1948)
- 28. April: El Risitas, spanischer Komiker und Schauspieler (* 1956)
- 29. April: Anne Buydens, US-amerikanische Filmschauspielerin und Filmproduzentin (* 1919)
- 29. April: Edeltraud Brexner, österreichische Primaballerina und Schauspielerin (* 1927)
- 29. April: Johnny Crawford, US-amerikanischer Schauspieler und Sänger (* 1946)
- 29. April: Frank McRae, US-amerikanischer Schauspieler und American-Football-Spieler (* 1944)
- 30. April: Claudia Barrett, US-amerikanische Schauspielerin (* 1929)
- 30. April: Norbert Gescher, deutscher Schauspieler, Rezitator und Synchronsprecher (* 1938)

Mai:
- 01. Mai: Olympia Dukakis, US-amerikanische Schauspielerin (* 1931)
- 01. Mai: Willy Kurant, belgischer Kameramann (* 1934)
- 01. Mai: Nine Moati, französische Schriftstellerin und Drehbuchautorin (* 1937)
- 02. Mai: Jacques d’Amboise, US-amerikanischer Balletttänzer, Choreograf und Schauspieler (* 1934)
- 06. Mai: Barbara Magdalena Ahren, österreichisch-schweizerische Schauspielerin (* 1950)
- 06. Mai: Michael Huddleston, US-amerikanischer Schauspieler (* 1952)
- 07. Mai: Tawny Kitaen, US-amerikanische Schauspielerin (* 1961)
- 10. Mai: Neil Connery, britischer Schauspieler (* 1938)
- 10. Mai: Helene Schwarz, deutsche Filmschaffende (* 1927)
- 11. Mai: Norman Lloyd, US-amerikanischer Schauspieler, Regisseur und Produzent (* 1914)
- 11. Mai: Buddy Van Horn, US-amerikanischer Stuntman und Filmregisseur (* 1929)
- 14. Mai: Raimund Hoghe, deutscher Choreograph, Tänzer und Filmemacher (* 1949)
- 17. Mai: Kathryn Moses, US-amerikanische Musikerin und Komponistin (* 1943)
- 18. Mai: Franco Battiato, italienischer Komponist, Regisseur und Drehbuchautor (* 1945)
- 18. Mai: Charles Grodin, US-amerikanischer Schauspieler, Komiker und Schriftsteller (* 1935)
- 18. Mai: Eberhard Keienburg, deutscher Bühnen- und Kostümbildner (* 1936)
- 19. Mai: Paul Mooney, US-amerikanischer Schauspieler, Autor und Comedian (* 1941)
- 19. Mai: Mark York, US-amerikanischer Schauspieler (* 1965)
- 20. Mai: Jean Penzer, französischer Kameramann (* 1927)
- 20. Mai: Rimantas Šavelis, litauischer Schriftsteller und Drehbuchautor (* 1942)
- 23. Mai: Cristóbal Halffter, spanischer Komponist und Dirigent (* 1930)
- 23. Mai: Helga Mauersberger, deutsche Journalistin und Fernsehproduzentin (* 1931)
- 24. Mai: Robert Green Hall, US-amerikanischer Make-up-Designer, Spezialeffektdesigner, Visuelleffektdesigner, Produzent, Regisseur und Drehbuchautor (* 1973)
- 24. Mai: Elfriede Née, deutsche Schauspielerin (* 1922)
- 26. Mai: Kevin Alexander Clark, US-amerikanischer Musiker und Filmschauspieler (* 1988)
- 26. Mai: Isabella De Bernardi, italienische Schauspielerin (* 1963)
- 26. Mai: Jerome Hellman, US-amerikanischer Filmproduzent und Regisseur (* 1928)
- 27. Mai: Shane Briant, britisch-australischer Schauspieler (* 1946)
- 27. Mai: Carla Fracci, italienische Primaballerina und Schauspielerin (* 1936)
- 27. Mai: Robert Hogan, US-amerikanische Schauspieler (* 1933)
- 28. Mai: Barbara Ossenkopp, deutsche Nachtclubtänzerin und Schauspielerin (* 1943)
- 29. Mai: Marcell Jankovics, ungarischer Animator und Filmregisseur (* 1941)
- 29. Mai: Joe Lara, US-amerikanischer Schauspieler und Musiker (* 1962)
- 29. Mai: Gavin MacLeod, US-amerikanischer Schauspieler (* 1931)
- 31. Mai: Peter Del Monte, italienischer Filmregisseur und Drehbuchautor (* 1943)
- 31. Mai: Arlene Golonka, US-amerikanische Schauspielerin (* 1936)

Juni:
- 02. Juni: Fritz Hollenbeck, deutscher Schauspieler (* 1929)
- 02. Juni: Uwe-Karsten Koch, deutscher Schauspieler (* 1941)
- 04. Juni: Clarence Williams III, US-amerikanischer Schauspieler (* 1939)
- 05. Juni: Paulo Thiago, brasilianischer Filmregisseur, Drehbuchautor und Filmproduzent (* 1945)
- 06. Juni: Rewas Lewanowitsch Gabriadse, georgischer Regisseur und Drehbuchautor (* 1936)
- 06. Juni: Gisela Keiner, deutsche Schauspielerin (* 1936)
- 06. Juni: Wera Jewgenjewna Selinskaja, sowjetische bzw. russische Szenen- und Kostümbildnerin (* 1944)
- 07. Juni: Horst Pillau, deutscher Schriftsteller und Drehbuchautor (* 1932)
- 09. Juni: Libuše Šafránková, tschechische Schauspielerin (* 1953)
- 09. Juni: Dakota Skye, US-amerikanische Pornodarstellerin (* 1994)
- 10. Juni: Joyce MacKenzie, US-amerikanische Schauspielerin (* 1925)
- 11. Juni: Kay Hawtrey, kanadische Schauspielerin (* 1926)
- 11. Juni: Andrzej Szczytko, polnischer Schauspieler und Regisseur (* 1955)
- 13. Juni: Ned Beatty, US-amerikanischer Schauspieler (* 1937)
- 13. Juni: Michael Deffert, deutscher Schauspieler und Synchronsprecher (* 1968)
- 14. Juni: Lisa Banes, US-amerikanische Schauspielerin (* 1955)
- 15. Juni: Gregor Tessnow, deutscher Autor und Drehbuchautor (* 1969)
- 15. Juni: Lily Weiding, dänische Schauspielerin (* 1924)
- 16. Juni: Michael Champion, US-amerikanischer Schauspieler und Sänger (* 1946)
- 16. Juni: Allen Midgette, US-amerikanischer Schauspieler und Maler (* 1939)
- 17. Juni: Teddy Parker, deutscher Sänger, Moderator und Schauspieler (* 1938)
- 20. Juni: Joanne Linville, US-amerikanische Schauspielerin (* 1928)
- 21. Juni: Nina Divíšková, tschechische Schauspielerin (* 1936)
- 23. Juni: Andreas Banaski, deutscher Experimentalfilmer  (* 1957)
- 23. Juni: Jackie Lane, britische Schauspielerin (* 1941)
- 26. Juni: John Langley, US-amerikanischer Drehbuchautor, Regisseur und Produzent (* 1943)
- 29. Juni: Stuart Damon, US-amerikanischer Schauspieler  (* 1937)
- 29. Juni: Martin Kaps, deutscher Schauspieler  (* 1979)

### Juli bis September
Juli:
- 01. Juli: Louis Andriessen, niederländischer Komponist (* 1939)
- 01. Juli: Peter Biele, deutscher Schauspieler und Schriftsteller sowie Hörspielautor und -sprecher (* 1931)
- 02. Juli: Helmuth Ashley, österreichischer Filmemacher (* 1919)
- 02. Juli: Claudy Chapeland, französischer Kinderschauspieler (* 1943)
- 02. Juli: Elliot Lawrence, US-amerikanischer Jazz-Pianist, Komponist und Dirigent (* 1925)
- 02. Juli: Bill Ramsey, US-amerikanisch-deutscher Jazz- und Schlagersänger, Journalist, Hörfunkmoderator und Schauspieler (* 1931)
- 02. Juli: Kartal Tibet, türkischer Schauspieler, Regisseur und Drehbuchautor (* 1938)
- 03. Juli: Desmond Davis, britischer Filmregisseur, Drehbuchautor und Kameramann (* 1926)
- 03. Juli: Gabriele Dossi, deutsche Schauspielerin (* 1947)
- 03. Juli: Antti Hytti, finnischer Jazzmusiker und Komponist (* 1950)
- 04. Juli: Luminița Gheorghiu, rumänische Schauspielerin (* 1949)
- 04. Juli: Davide Montemurri, italienischer Schauspieler, Fernseh- und Filmregisseur (* 1930)
- 04. Juli: Marianne Schubart-Vibach, deutsche Schauspielerin, Regisseurin und Drehbuchautorin (* 1921)
- 05. Juli: Raffaella Carrà, italienische Schauspielerin, Sängerin und Fernsehmoderatorin (* 1943)
- 05. Juli: Richard Donner, US-amerikanischer Regisseur, Produzent und Schauspieler (* 1930)
- 05. Juli: Wladimir Walentinowitsch Menschow, russischer Schauspieler, Regisseur, Filmproduzent und Drehbuchautor (* 1939)
- 05. Juli: William Smith, US-amerikanischer Schauspieler und Bodybuilder (* 1933)
- 06. Juli: Erich Schleyer, deutscher Schauspieler, Drehbuchautor und Moderator (* 1940)
- 07. Juli: Manfred Brümmer, deutscher Autor, Schauspieler und Dramaturg (* 1947)
- 07. Juli: Michael Gebühr, deutscher Prähistoriker und Kinderdarsteller (* 1942)
- 07. Juli: Dilip Kumar, indischer Schauspieler (* 1922)
- 07. Juli: Robert Downey Sr., US-amerikanischer Regisseur, Drehbuchautor und Schauspieler (* 1936)
- 08. Juli: Ricardo Costa, portugiesischer Dokumentarfilmer und Drehbuchautor (* 1940)
- 10. Juli: Wolfgang Simon, US-amerikanischer Schauspieler (* 1947)
- 11. Juli: Charles Robinson, US-amerikanischer Schauspieler (* 1945)
- 11. Juli: Renée Simonot, französische Schauspielerin und Synchronsprecherin (* 1911)
- 12. Juli: Ladislav Potměšil, tschechischer Schauspieler (* 1945)
- 14. Juli: Ruth Friemel, deutsche Schauspielerin, Hörspiel- und Synchronsprecherin (* 1933)
- 15. Juli: Pjotr Nikolajewitsch Mamonow, russischer Rockmusiker, Liedermacher und Schauspieler (* 1951)
- 15. Juli: William F. Nolan, US-amerikanischer Schriftsteller und Drehbuchautor (* 1928)
- 15. Juli: Peter R. de Vries, niederländischer investigativer Journalist, Schauspieler und Drehbuchautor (* 1956)
- 16. Juli: Monika Krauße-Anderson, deutsche Regisseurin und Architektin (* 1929)
- 17. Juli: Pilar Bardem, spanische Schauspielerin (* 1939)
- 17. Juli: Dolores Claman, kanadische Komponistin (* 1927)
- 17. Juli: Jacqueline Sassard, französische Schauspielerin (* 1940)
- 18. Juli: Milan Lasica, slowakischer Schriftsteller, Schauspieler, Regisseur und Drehbuchautor (* 1940)
- 19. Juli: Iván Noel, spanischer Filmregisseur, -produzent und -komponist  (* 1968)
- 20. Juli: Françoise Arnoul, französische Schauspielerin (* 1931)
- 22. Juli: Peter Schell, Schweizer Schauspieler (* 1957)
- 23. Juli: Dieter Brummer, australischer Schauspieler (* 1976)
- 23. Juli: John Cornell, australischer Regisseur, Drehbuchautor und Produzent (* 1941)
- 24. Juli: Herbert Köfer, deutscher Schauspieler, Moderator, Hörspiel- und Synchronsprecher (* 1921)
- 24. Juli: Jackie Mason, US-amerikanischer Schauspieler, Stand-up-Comedian und Synchronsprecher (* 1928)
- 27. Juli: Saginaw Grant, US-amerikanischer Schauspieler  (* 1936)
- 27. Juli: Zalika Souley, nigrische Schauspielerin (* 1947)
- 27. Juli: Jean-François Stévenin, französischer Schauspieler, Drehbuchautor und Regisseur (* 1944)
- 30. Juli: Jack Couffer, US-amerikanischer Kameramann, Regisseur und Drehbuchautor (* 1924)
- 30. Juli: Ingrid Fröhlich, deutsche Schauspielerin und Unternehmerin (* 1940)
- 31. Juli: Jerzy Matuszkiewicz, polnischer Jazzmusiker und Komponist (* 1928)

August:
- 02. August: Benedikt Fischer, deutscher Fernsehjournalist und Autor von Dokumentarfilmen (* 1964)
- 02. August: Derek Williams, britischer Filmemacher, Filmregisseur, Drehbuchautor und Kameramann (* 1929)
- 03. August: Jean Hale, US-amerikanische Schauspielerin (* 1938)
- 05. August: Hanns Eckelkamp, deutscher Filmkaufmann, Kinokettenbesitzer, Verleihrechtshändler, Co-Produzent und Filmproduzent (* 1927)
- 06. August: Trevor Moore, US-amerikanischer Schauspieler, Regisseur, Drehbuchautor und Comiczeichner (* 1980)
- 07. August: Gerd Gericke, deutscher Aufnahmeleiter (* 1935)
- 07. August: Markie Post, US-amerikanische Schauspielerin (* 1950)
- 07. August: Jane Withers, US-amerikanische Schauspielerin (* 1926)
- 09. August: Alex Cord, US-amerikanischer Schauspieler und Autor (* 1933)
- 09. August: Patricia Hitchcock, US-amerikanische Schauspielerin und Filmproduzentin (* 1928)
- 09. August: Ken Hutchison, britischer Schauspieler (* 1948)
- 10. August: Victoria Paris, US-amerikanische Pornodarstellerin (* 1960)
- 11. August: Peter Fleischmann, deutscher Filmregisseur, Drehbuchautor und Filmproduzent (* 1937)
- 11. August: Hans-Albert Pederzani, deutscher Schriftsteller, Drehbuchautor und Regisseur (* 1923)
- 12. August: Tarcísio Meira, brasilianischer Schauspieler (* 1935)
- 12. August: Una Stubbs, britische Schauspielerin und Tänzerin (* 1937)
- 14. August: Piera Degli Esposti, italienische Schauspielerin  (* 1938)
- 14. August: Francis Mossman, neuseeländischer Schauspieler  (* 1988)
- 16. August: Stephan Kreiss, deutscher Theater- und Filmschauspieler sowie Clown und Komödiant (* 1962)
- 16. August: Ulf-Jürgen Wagner, deutscher Filmschauspieler und Synchronsprecher (* 1944)
- 18. August: Sean Lock, britischer Schauspieler und Komiker (* 1963)
- 18. August: Giampaolo Lomi, italienischer Filmschaffender (* 1930)
- 18. August: Jill Murphy, britische Schriftstellerin, Illustratorin und Drehbuchautorin (* 1949)
- 19. August: Sonny Chiba, japanischer Schauspieler (* 1939)
- 21. August: Eugen Stark, österreichischer Schauspieler (* 1936)
- 22. August: Marilyn Eastman, US-amerikanische Schauspielerin (* 1933)
- 23. August: Peter Baumgartner, Schweizer Kameramann (* 1939)
- 23. August: Michael Nader, US-amerikanischer Schauspieler (* 1945)
- 23. August: Rosita Quintana, argentinische Schauspielerin (* 1925)
- 25. August: Zdenka Hartmann-Procházková, tschechisch-österreichische Schauspielerin (* 1926)
- 27. August: Heide Keller, deutsche Schauspielerin und Drehbuchautorin (* 1939)
- 27. August: Siegfried Matthus, deutscher Komponist und Dramaturg (* 1934)
- 28. August: Rainer Lindow, deutscher Schriftsteller, Regisseur und Maler (* 1942)
- 29. August: Edward Asner, US-amerikanischer Schauspieler, Filmproduzent und Synchronsprecher (* 1929)
- 30. August: Mischa Haussermann, US-amerikanischer Schauspieler (* 1941)
- 30. August: Maggie Mae, deutsche Schlagersängerin und Schauspielerin (* 1960)
- 31. August: Michael Constantine, US-amerikanischer Schauspieler (* 1927)
- 31. August: Ferhan Şensoy, türkischer Schauspieler, Dramatiker und Autor  (* 1951)

September:
- 01. September: George Martin, spanischer Schauspieler, Regisseur, Drehbuchautor und Produzent (* 1937)
- 02. September: Horst Lampe, deutscher Schauspieler und Synchronsprecher (* 1936)
- 02. September: Sidharth Shukla, indischer Schauspieler, Moderator und Model (* 1980)
- 02. September: Mikis Theodorakis, griechischer Komponist, Schriftsteller und Politiker (* 1925)
- 04. September: Ludwig Haas, deutscher Schauspieler (* 1933)
- 04. September: Ute Kittelberger, deutsche Schauspielerin und Model (* 1958)
- 04. September: Cécile Magnet, französische Schauspielerin (* 1958)
- 04. September: Willard Scott, US-amerikanischer Schauspieler, Autor und Berufsclown (* 1934)
- 05. September: Sarah Harding, britische Sängerin, Songwriterin, Tänzerin, Model und Schauspielerin (* 1981)
- 06. September: Jean-Paul Belmondo, französischer Schauspieler (* 1933)
- 06. September: Nino Castelnuovo, italienischer Schauspieler (* 1936)
- 06. September: Lutz Stützner, deutscher Trickfilmregisseur und Zeichner (* 1957)
- 06. September: Michael K. Williams, US-amerikanischer Schauspieler (* 1966)
- 07. September: Eiichi Yamamoto, japanischer Regisseur und Drehbuchautor (* 1940)
- 08. September: Franco Graziosi, italienischer Schauspieler (* 1929)
- 08. September: Art Metrano, US-amerikanischer Schauspieler (* 1936)
- 09. September: Joachim Bliese, deutscher Schauspieler (* 1935)
- 09. September: Jon Gregory, britischer Filmeditor (* 1943 oder 1944)
- 09. September: Ferry Radax, österreichischer Filmemacher (* 1932)
- 10. September: Peter Tepper, deutscher Schauspieler und Synchronsprecher (* 1943)
- 11. September: Minna Aaltonen, finnische Schauspielerin (* 1966)
- 11. September: Carlo Alighiero, italienischer Schauspieler und Synchronsprecher (* 1927)
- 11. September: Gloria Warren, US-amerikanische Schauspielerin und Sängerin (* 1926)
- 12. September: Ben Best, US-amerikanischer Drehbuchautor und Schauspieler (* 1974)
- 12. September: Sondra James, US-amerikanische Schauspielerin und Synchronsprecherin (* 1939)
- 13. September: Don Collier, US-amerikanischer Schauspieler (* 1928)
- 14. September: Norm MacDonald, kanadischer Schauspieler, Drehbuchautor und Komiker (* 1959)
- 15. September: Marthe Mercadier, französische Schauspielerin (* 1928)
- 15. September: Gavan O’Herlihy, irischer Schauspieler (* 1951)
- 16. September: Jane Powell, US-amerikanische Schauspielerin und Sängerin (* 1929)
- 17. September: Avril Elgar, britische Schauspielerin (* 1932)
- 17. September: Basil Hoffman, US-amerikanischer Schauspieler (* 1938)
- 17. September: Alfonso Sastre, spanischer Dramenautor, Regisseur, Schauspieler und Drehbuchautor (* 1926)
- 18. September: Mario Camus, spanischer Regisseur und Drehbuchautor (* 1935)
- 18. September: Wilfried Dziallas, deutscher Schauspieler und Regisseur (* 1944)
- 18. September: Tatjana Turanskyj, deutsche Regisseurin, Produzentin, Drehbuchautorin und Schauspielerin (* 1966)
- 19. September: Petter Vennerød, norwegischer Filmregisseur, Drehbuchautor und Filmproduzent (* 1948)
- 20. September: Hans-Eckart Eckhardt, deutscher Schauspieler, Sprecher, Rundfunkmoderator, Regisseur und Synchronsprecher (* 1953)
- 20. September: Anna Gaylor, französische Schauspielerin (* 1932)
- 21. September: Willie Garson, US-amerikanischer Schauspieler (* 1964)
- 21. September: Al Harrington, US-amerikanischer Schauspieler (* 1935)
- 21. September: Melvin Van Peebles, US-amerikanischer Schauspieler, Regisseur und Drehbuchautor (* 1932)
- 22. September: Roger Michell, britischer Regisseur (* 1956)
- 23. September: David H. DePatie, US-amerikanischer Produzent (* 1929)
- 23. September: Gero Erhardt, deutscher Regisseur, Drehbuchautor, Kameramann und Produzent (* 1943)
- 23. September: Peter Howitt, britischer Set Decorator und Artdirector (* 1928)
- 26. September: Kjersti Holmen, norwegische Schauspielerin (* 1956)
- 26. September: Peter Lodynski, österreichischer Schauspieler, Regisseur und Drehbuchautor (* 1936)
- 26. September: Ursula Wolschlager, österreichische Filmproduzentin, Dramaturgin und Drehbuchautorin (* 1969)
- 27. September: Heinz Lieven, deutscher Schauspieler (* 1928)
- 28. September: Tommy Kirk, US-amerikanischer Schauspieler und Geschäftsmann (* 1941)
- 28. September: Elke Twiesselmann, deutsche Schauspielerin und Hörspielsprecherin (* 1927)
- 28. September: Michael Tylo, US-amerikanischer Schauspieler (* 1948)
- 29. September: Ravil Isyanov, russischer Schauspieler (* 1962)
- 30. September: Kōichi Sugiyama, japanischer Komponist, Dirigent und Orchestrator (* 1931)

### Oktober bis Dezember
Oktober:
- 02. Oktober: Herta Staal, österreichische Filmschauspielerin und Sängerin (* 1930)
- 03. Oktober: Tomas Norström, schwedischer Schauspieler (* 1956)
- 03. Oktober: Marc Pilcher, britischer Frisör und Maskenbildner (* 1967)
- 03. Oktober: Bernard Tapie, französischer Unternehmer, Politiker und Schauspieler (* 1943)
- 04. Oktober: Liisa Koppel, estnische Kinderdarstellerin (* 2003)
- 05. Oktober: Jürgen Goslar, deutscher Schauspieler, Regisseur und Synchronsprecher (* 1927)
- 07. Oktober: Jan Shutan, US-amerikanische Schauspielerin (* 1932)
- 08. Oktober: Klaus Breuing, deutscher Puppenspieler, Puppengestalter und Autor (* 1951)
- 08. Oktober: Rita Engelmann, deutsche Schauspielerin und Synchronsprecherin (* 1942)
- 09. Oktober: Helmut Herbst, deutscher Filmemacher (* 1934)
- 10. Oktober: Bob Herron, US-amerikanischer Schauspieler und Stuntman (* 1924)
- 10. Oktober: Luis de Pablo, spanischer Komponist und Musikpädagoge (* 1930)
- 10. Oktober: Ruthie Tompson, US-amerikanische Animatorin (* 1910)
- 12. Oktober: Paddy Moloney, irischer Uilleann-Pipes-Spieler und Komponist (* 1938)
- 13. Oktober: Helga Gentz, deutsche Filmeditorin (* 1937)
- 13. Oktober: Eberhard Hauff, deutscher Regisseur, Drehbuchautor, Filmproduzent und Filmfunktionär (* 1932)
- 14. Oktober: Diane Weyermann, US-amerikanische Filmproduzentin (* 1955)
- 15. Oktober: Val Bisoglio, US-amerikanischer Schauspieler (* 1926)
- 15. Oktober: Youssef Ishaghpour, französischer Filmkritiker und Filmautor (* 1940)
- 15. Oktober: Dorothy Steel, US-amerikanische Schauspielerin (* 1926)
- 16. Oktober: Geoffrey Chater, britischer Schauspieler (* 1921)
- 16. Oktober: Claudia Gáldy, deutsche Synchronsprecherin und Schauspielerin (* 1970)
- 16. Oktober: Alan Hawkshaw, britischer Musiker und Komponist (* 1937)
- 16. Oktober: Betty Lynn, US-amerikanische Schauspielerin (* 1926)
- 16. Oktober: Elisabeth Urbancic, österreichische Kostümbildnerin und Bühnenbildnerin (* 1925)
- 17. Oktober: Anders Bodelsen, dänischer Schriftsteller und Drehbuchautor (* 1937)
- 18. Oktober: Jo-Carroll Dennison, US-amerikanische Schauspielerin und Schönheitskönigin (* 1923)
- 18. Oktober: William Lucking, US-amerikanischer Schauspieler (* 1941)
- 19. Oktober: Jack Angel, US-amerikanischer Schauspieler und Synchronsprecher (* 1930)
- 19. Oktober: Leslie Bricusse, britischer Komponist und Liedtexter (* 1931)
- 19. Oktober: Hanskarl Hoerning, deutscher Autor, Schauspieler und Kabarettist (* 1931)
- 20. Oktober: Michael Gruner, deutscher Regisseur, Intendant und Schauspieler (* 1945)
- 20. Oktober: Michael Laughlin, US-amerikanischer Filmproduzent, Drehbuchautor und Filmregisseur (* 1938)
- 21. Oktober: Hartmut Geerken, deutscher Musiker, Komponist, Schriftsteller, Publizist, Hörspielautor und Filmemacher (* 1939)
- 21. Oktober: Halyna Hutchins, US-amerikanisch-ukrainische Kamerafrau (* 1979)
- 22. Oktober: Peter Scolari, US-amerikanischer Schauspieler (* 1955)
- 22. Oktober: Udo Zimmermann, deutscher Komponist, Dirigent, Intendant und Fernsehproduzent (* 1943)
- 23. Oktober: Galina Georgijewna Beloserowa, sowjetische Schauspielerin (* 1950)
- 23. Oktober: Alexander Wladimirowitsch Rogoschkin, russischer Filmregisseur und Drehbuchautor (* 1949)
- 24. Oktober: Arved Birnbaum, deutscher Schauspieler und Regisseur (* 1962)
- 24. Oktober: James Michael Tyler, US-amerikanischer Schauspieler (* 1962)
- 25. Oktober: Hans Kahlert, deutscher Schauspieler (* 1934)
- 25. Oktober: Ramona Rocks, deutsche Synchronsprecherin, Schauspielerin, Sängerin und Komponisti (* 1980)
- 26. Oktober: Gilberto Braga, brasilianischer Drehbuchautor (* 1945)
- 26. Oktober: Linda Carlson, US-amerikanische Schauspielerin (* 1945)
- 26. Oktober: Ludovica Modugno, italienische Schauspielerin und Synchronsprecherin (* 1949)
- 26. Oktober: Mort Sahl, kanadisch-US-amerikanischer Stand-up-Comedian und Schauspieler (* 1927)
- 27. Oktober: Toni Netzle, deutsche Schauspielerin und Gastronomin (* 1930)
- 27. Oktober: Wakefield Poole, US-amerikanischer Tänzer und Filmregisseur (* 1936)
- 28. Oktober: Camille Saviola, US-amerikanische Schauspielerin (* 1950)
- 29. Oktober: Burrill L. Crohn, US-amerikanischer Filmemacher (* 1934)
- 29. Oktober: Puneeth Rajkumar, indischer Schauspieler und Sänger (* 1975)
- 31. Oktober: Dean Shek, chinesischer Schauspieler, Filmproduzent und Regisseur (* 1950)

November:
- 02. November: Raimund Krone, deutscher Schauspieler und Synchronsprecher (* 1946)
- 03. November: Joanna Bruzdowicz, polnische Komponistin und Musikkritikerin (* 1943)
- 03. November: Peter Ziesche, deutscher Kameramann (* 1955)
- 04. November: Mario Lavista, mexikanischer Komponist (* 1943)
- 04. November: Tamara Trampe, Regisseurin, Drehbuchautorin und Dramaturgin (* 1942)
- 05. November: Peter Tost, deutscher Schauspieler und Kameramann (* 1939)
- 05. November: Kinji Yoshimoto, japanischer Regisseur und Drehbuchautor (* 1966)
- 06. November: Hubert Degex, französischer Unterhaltungsmusiker und Komponist (* 1929)
- 06. November: Walter Niklaus, deutscher Autor, Schauspieler, Synchronsprecher, Hörspiel- und Theaterregisseur (* 1925)
- 07. November: Dean Stockwell, US-amerikanischer Schauspieler (* 1936)
- 08. November: Sabine Bethmann, deutsche Schauspielerin (* 1929)
- 10. November: Miroslav Žbirka, slowakischer Popsänger, Komponist und Schauspieler (* 1952)
- 13. November: Wilbur A. Smith, südafrikanischer Schriftsteller und Drehbuchautor (* 1933)
- 13. November: Emi Wada, japanische Kostümbildnerin (* 1937)
- 15. November: Georges Claisse, französischer Schauspieler (* 1941)
- 15. November: Trudel Wulle, deutsche Schauspielerin (* 1925)
- 16. November: Brian Clark, britischer Dramatiker und Drehbuchautor (* 1932)
- 17. November: Fritz Gabriel Bauer, österreichischer Ingenieur und Kamerabauer (* 1941)
- 17. November: Art LaFleur, US-amerikanischer Schauspieler (* 1943)
- 17. November: Christine Laszar, deutsche Schauspielerin (* 1931)
- 17. November: Igor Jurjewitsch Sawotschkin, russischer Schauspieler (* 1963)
- 19. November: Hank von Helvete, norwegischer Sänger und Schauspieler (* 1972)
- 20. November: Cem Arslan, deutscher Filmregisseur, Drehbuchautor und Produzent (* 1977)
- 20. November: Waleri Borissowitsch Garkalin, russischer Schauspieler, Schauspiellehrer und Puppenspieler (* 1954)
- 20. November: Ted Herold, deutscher Sänger und Schauspieler (* 1942)
- 21. November: Bachtijor Ichtijarow, usbekischer Schauspieler (* 1940)
- 21. November: Hans Kraemmer, österreichischer Opernsänger und Schauspieler (* 1933 oder 1934)
- 21. November: Joey Morgan, US-amerikanischer Schauspieler (* 1993)
- 21. November: Kostas Papanastasiou, griechischer Schauspieler (* 1937)
- 21. November: Nina Iwanowna Ruslanowa, sowjetische bzw. russische Schauspielerin (* 1945)
- 22. November: Volker Lechtenbrink, deutscher Schauspieler, Synchronsprecher, Regisseur und Sänger (* 1944)
- 22. November: Paolo Pietrangeli, italienischer Regisseur, Drehbuchautor und Liedermacher (* 1945)
- 22. November: Marie Versini, französische Schauspielerin (* 1940)
- 24. November: Siegfried Bergmann, deutscher Naturfilmer, Regisseur, Kameramann, Drehbuchautor und Biologe (* 1932)
- 24. November: Mārtiņš Brauns, lettischer Komponist und Musiker (* 1951)
- 24. November: Lisa Brown, US-amerikanische Schauspielerin (* 1954)
- 26. November: Óscar Quispe Catacora, peruanischer Filmregisseur, Drehbuchautor und Schauspieler (* 1987)
- 26. November: Roger Fritz, deutscher Schauspieler, Filmemacher und Fotograf (* 1936)
- 26. November: Stephen Sondheim, US-amerikanischer Musicalkomponist und -texter (* 1930)
- 27. November: Désirée von Trotha, deutsche Filmautorin, Fotografin, Journalistin und Schriftstellerin (* 1961)
- 28. November: Wolf Spillner, deutscher Naturfotograf und Schriftsteller (* 1936)
- 29. November: Arlene Dahl, US-amerikanische Schauspielerin (* 1925)
- 29. November: David Gulpilil, australischer Schauspieler und Tänzer (* 1953)
- 29. November: Wladimir Naumowitsch Naumow, sowjetisch-russischer Filmregisseur und Drehbuchautor (* 1927)
- 29. November: Helga Reidemeister, deutsche Dokumentarfilmerin (* 1940)
- 30. November: Marie-Claire Blais, kanadische Schriftstellerin und Drehbuchautorin (* 1939)
- 30. November: Dave Draper, US-amerikanischer Bodybuilder, Schauspieler und Autor (* 1942)
- 30. November: Janis Hansen, US-amerikanische Schauspielerin (* 1940)

Dezember:
- 01. Dezember: Nikolaus Schilling, deutscher Schauspieler (* 1923)
- 01. Dezember: Miroslav Zikmund, tschechischer Schriftsteller, Fotograf und Dokumentarfilmer (* 1919)
- 02. Dezember: Antony Sher, britischer Schauspieler, Schriftsteller und Maler (* 1949)
- 04. Dezember: Martha De Laurentiis, US-amerikanische Filmproduzentin (* 1954)
- 05. Dezember: Roland Dressel, deutscher Kameramann (* 1932)
- 05. Dezember: Keith Herrmann, US-amerikanischer Musiker, Komponist und Dirigent (* 1952)
- 06. Dezember: Wolfgang Unterzaucher, österreichischer Schauspieler (* 1934)
- 08. Dezember: Reiner Zimnik, deutscher Zeichner, Maler, Schriftsteller, Fernsehproduzent und Drehbuchautor (* 1930)
- 09. Dezember: Gertraud Jesserer, österreichische Schauspielerin (* 1943)
- 09. Dezember: Larry Sellers, US-amerikanischer Schauspieler (* 1949)
- 09. Dezember: Lina Wertmüller, italienische Filmregisseurin (* 1928)
- 09. Dezember: Cara Williams, US-amerikanische Schauspielerin (* 1925)
- 10. Dezember: Michael Nesmith, US-amerikanischer Musikproduzent, Autor, Sänger, Multiinstrumentalist und Schauspieler (* 1942)
- 10. Dezember: Christl Wiemer, deutsche Regisseurin (* 1929)
- 11. Dezember: Mimi Cozzens, US-amerikanische Schauspielerin (* 1935)
- 11. Dezember: Jack Hedley, britischer Schauspieler (* 1930)
- 13. Dezember: Giannalberto Bendazzi, italienischer Filmhistoriker und Autor (* 1946)
- 13. Dezember: Verónica Forqué, spanische Schauspielerin (* 1955)
- 13. Dezember: Otto Hanisch, deutscher Kameramann (* 1927)
- 13. Dezember: Sergei Alexandrowitsch Solowjow, sowjetisch-russischer Regisseur, Filmproduzent und Drehbuchautor (* 1944)
- 14. Dezember: Lothar Kehr, deutscher Komponist (* 1942)
- 14. Dezember: Tadeusz Ross, polnischer Schauspieler und Politiker (* 1938)
- 15. Dezember: Francisco Kröpfl, argentinischer Komponist (* 1931)
- 15. Dezember: Rogério Samora, portugiesischer Schauspieler (* 1958)
- 16. Dezember: Doug Robinson, britischer Schauspieler und Stuntman (* 1930)
- 16. Dezember: Rajvinder Singh, deutschsprachiger Autor und Synchronsprecher indischer Herkunft (* 1956)
- 17. Dezember: José Pablo Feinmann, argentinischer Philosoph, Schriftsteller und Drehbuchautor (* 1938)
- 17. Dezember: Norbert Kneißl, deutscher Filmproduzent und Drehbuchautor (* 1974)
- 17. Dezember: Heidemarie Theobald, deutsche Schauspielerin (* 1943)
- 19. Dezember: Wulf Flemming, österreichischer Regisseur und Filmproduzent (* 1941)
- 19. Dezember: Sally Ann Howes, britische Schauspielerin (* 1930)
- 23. Dezember: Joan Didion, US-amerikanische Journalistin, Schriftstellerin, Essayistin und Drehbuchautorin (* 1934)
- 23. Dezember: Sharyn Moffett, US-amerikanische Schauspielerin (* 1936)
- 24. Dezember: John L. Mack, Tonmeister (* 1927)
- 24. Dezember: Oscar López Ruiz, argentinischer Jazzmusiker (Gitarre), Orchesterleiter und Komponist (* 1938)
- 25. Dezember: Jean-Marc Vallée, kanadischer Regisseur, Drehbuchautor, Filmeditor, Schauspieler und Filmproduzent (* 1963)
- 26. Dezember: Henri Losch, luxemburgischer Lehrer, Schauspieler und Drehbuchautor (* 1931)
- 27. Dezember: Harald Mueller, deutscher Dramatiker, Hörspielautor, Übersetzer und Drehbuchautor (* 1934)
- 30. Dezember: Denis O’Dell, britischer Filmproduzent (* 1923)
- 30. Dezember: Ponkie, deutsche Journalistin und Filmkritikerin (* 1926)
- 30. Dezember: Renato Scarpa, italienischer Schauspieler (* 1939)
- 31. Dezember: Betty White, US-amerikanische Schauspielerin, Komikerin, Synchronsprecherin und Moderatorin (* 1922)

### Genaues Todesdatum unbekannt
- vor oder am 5. Januar: James Greene, britischer Schauspieler und Hörspielsprecher (* 1931)
- vor oder am 23. Juli: Annelene Hischer, deutsche Schauspielerin und Hörspielsprecherin (* 1930)
- 14. August oder 15. August: Gianfranco D’Angelo, italienischer Komiker und Schauspieler (* 1936)
- vor oder am 6. Oktober: Patrick Horgan, britisch-US-amerikanischer Schauspieler (* 1930)
- vor oder am 3. Dezember: Mirco Nontschew, deutscher Komiker und Schauspieler (* 1969)